# Cronologia das mulheres na ciência

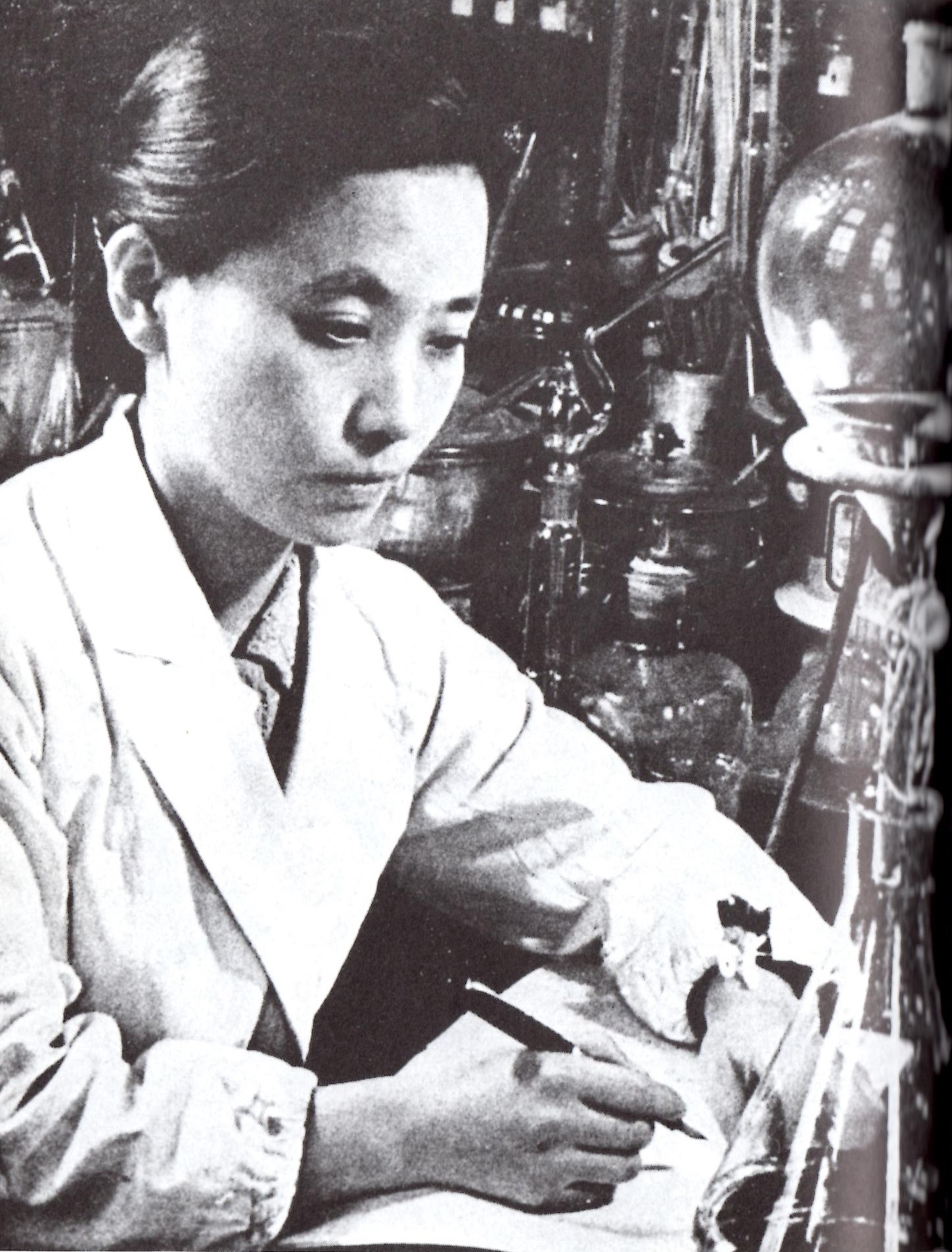
“Uma cientista”, em Women's Illustrated, Japão, 1939

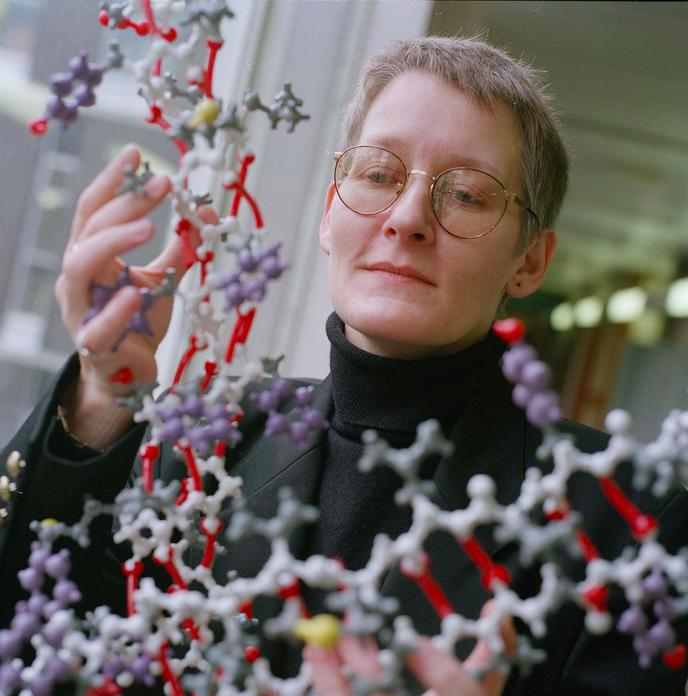
Teresa K. Attwood, Professora de Bioinformática

Esta é uma cronologia das mulheres na ciência, desde a história antiga até o século XXI. Embora a linha do tempo se concentre principalmente nas mulheres envolvidas em ciências naturais, como astronomia, biologia, química e física, também inclui mulheres das ciências sociais (por exemplo, sociologia, psicologia) e ciências formais (por exemplo, matemática, ciência da computação), bem como notáveis educadoras de ciências e cientistas médicas. Os eventos cronológicos listados na linha do tempo estão relacionados às realizações científicas e à igualdade de gênero nas ciências.

## História antiga

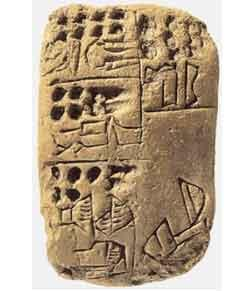
O tablete de Tapputi Belatekallim

- c. 2700 a.C.: No Egito antigo, Merit-Ptah praticava medicina na corte do faraó.[1]
- 2000 a.C.: Aganice, doutora rainha do Egito, promoveu uma expedição botânica em busca de plantas medicinais.[2]
- 1200 a.C.: A fabricante de perfume da Mesopotâmia Tapputi-Belatekallim foi referenciada no texto de um tablete cuneiforme. Ela é frequentemente considerada a primeira química mencionada em registros no mundo.[3]
- 500 a.C.: Theano (filósofa), matemática.
- c.150 a.C.: Aglaonice tornou-se a primeira astrônoma feminina a ser registrada na Grécia Antiga.[4][5]
- Século I a.C.: Uma mulher conhecida apenas como Fang se tornou a mais antiga alquimista chinesa registrada. A ela é creditada "a descoberta de como transformar mercúrio em prata" - possivelmente o processo químico de ebulição do mercúrio para extrair resíduos de prata pura dos minérios.[6]
- Século I d.C.: Maria, a judia, estava entre os primeiros alquimistas do mundo.[7]
- c. 300–350 d.C.: A matemática grega Pandrosion desenvolve uma aproximação numérica para as raízes dos cubos.[8]
- c. 355–415 d.C.: A astrônoma, matemática e filosofa grega Hypatia se tornou renomada professora e comentarista respeitada nas ciências.[9]
- Século III d.C.: Cleópatra, a Alquimista, uma das primeiras figuras da química e da alquimia prática, é creditada como a inventora do alambique .[10]

## Idade Média

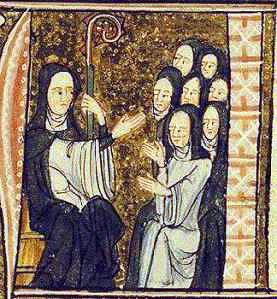
Hildegard de Bingen e suas freiras

- c. 975 d.C.: A alquimista chinesa Keng Hsien-Seng foi empregada pela Corte Real. Ela destilou perfumes, utilizou uma forma primitiva do processo de Soxhlet para extrair cânfora do álcool e ganhou reconhecimento por sua habilidade no uso de mercúrio para extrair prata de minérios.[6][11]
- Século X: A astrônoma Mariã Alasturlabi desenvolveu e fabricou astrolábios para a corte de Ceife Adaulá em Alepo .[12]
- início do século XII: Dobrodeia de Quieve (falecida em 1131), uma princesa Rus', foi a primeira mulher a escrever um tratado sobre medicina.[13]
- início do século XII: a médico italiana Trota de Salerno compilou trabalhos médicos sobre doenças das mulheres e doenças de pele.[14]
- Século XII: Adela dos Sarracenos lecionou na Escola de Medicina de Salerno .[15]
- Século XII: Hildegarda de Bingen (1098-1179) foi uma fundadora da história natural científica na Alemanha.[16]
- 1159: a freira da Alsácia Herrad de Landsberg (1130-1195) compilou o compêndio científico Hortus deliciarum .[17]
- 1220: Zulema, a astróloga, foi uma astrônoma muçulmana em Medina Mayurqa .[18]
- início do século XIV: Adelmota de Carrara foi uma médica em Pádua, Itália.[19]

## Século XVI

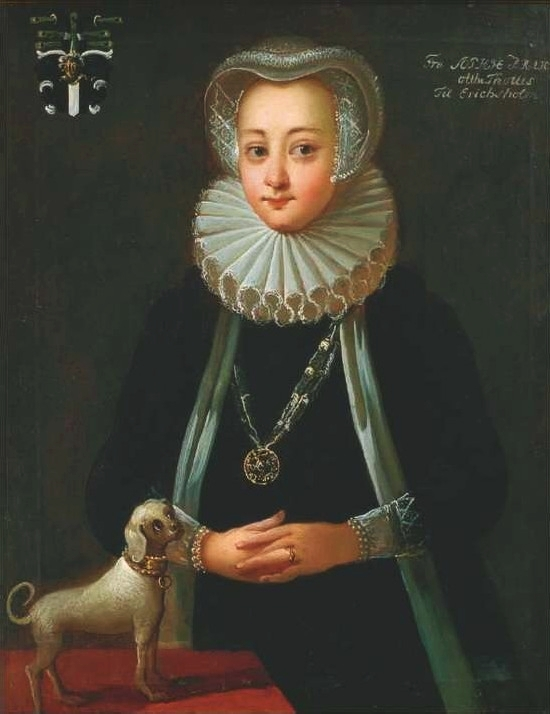
A cientista dinamarquesa Sophia Brahe

- 1561: A alquimista italiana Isabella Cortese publicou seu popular livro Os Segredos de Lady Isabella Cortese. O trabalho incluía receitas de medicamentos, óleos destilados e cosméticos, e foi o único livro publicado por uma alquimista no século XVI.[20]
- 1572: A botânica italiana Loredana Marcello morreu de peste - mas não antes de desenvolver várias fórmulas paliativas eficazes para quem sofria de peste, usadas por muitos médicos.[21][22]
- 1572: A cientista dinamarquesa Sophia Brahe (1556-1643) ajudou seu irmão Tycho Brahe com suas observações astronômicas.[23]
- 1590: Após a morte do marido, Caterina Vitale assumiu o cargo de farmacêutica-chefe da Ordem de São João, tornando-se a primeira mulher química e farmacêutica em Malta.[24][25]

## Século XVII

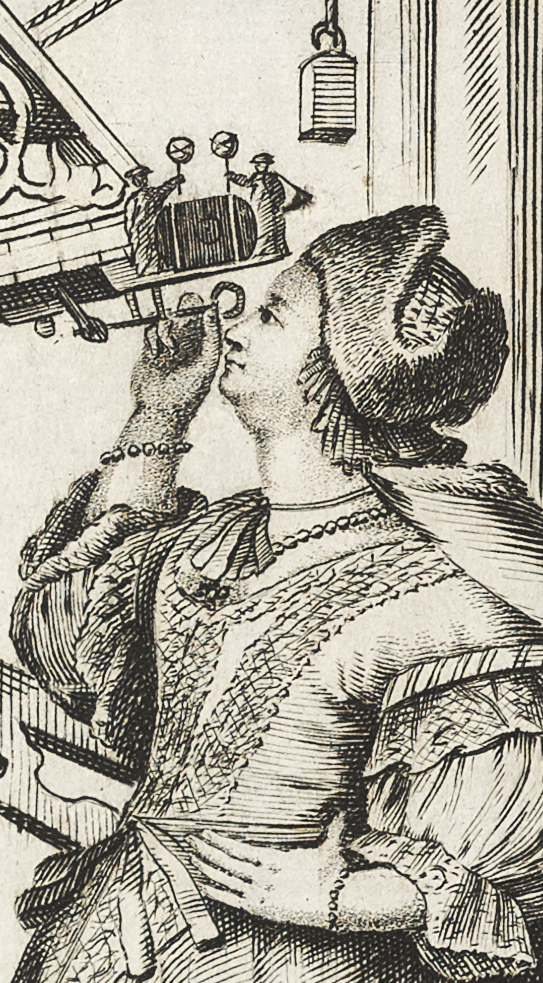
Astrônoma polonesa-alemã Elisabetha Koopman Hevelius

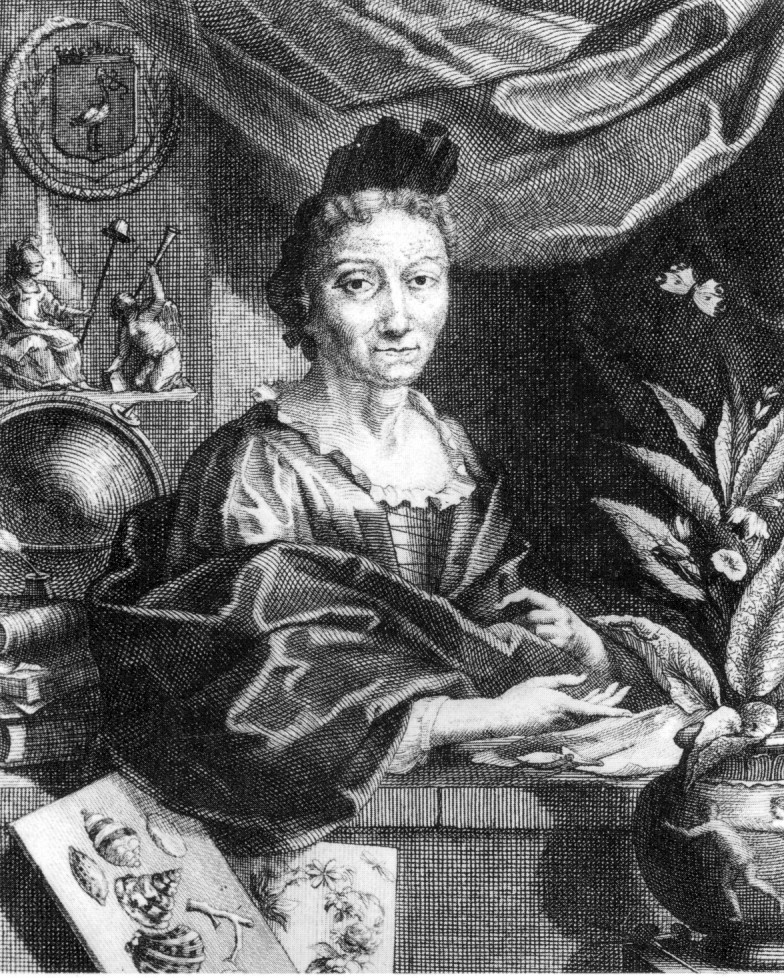
Entomologista alemã Maria Sibylla Merian

- 1609: A parteira francesa Louyse Bourgeois se tornou a primeira mulher a escrever um livro sobre práticas de parto.[26]
- 1642: Martine Bertereau, a primeira mineralogista conhecida, foi presa na França por suspeita de bruxaria. Bertereau publicou dois trabalhos escritos sobre a ciência da mineração e metalurgia antes de ser presa.[6]
- 1650: A astrônoma silesiana Maria Cunitz publicou Urania Propitia, um trabalho que simplificou e melhorou substancialmente os métodos matemáticos de Johannes Kepler para localizar planetas. O livro foi publicado em latim e alemão, uma decisão não convencional que tornou o texto científico mais acessível para leitores não-universitários.[27]
- 1656: A química e alquimista francesa Marie Meurdrac publicou seu livro La Chymie Charitable et Facile, em Faveur des Dames (Química útil e fácil, para o benefício das mulheres).[28]
- 1668: Depois de se separar do marido, o polímata francêsa Marguerite de la Sablière estabeleceu um salão popular em Paris. Cientistas e estudiosos de diferentes países visitaram o salão regularmente para discutir ideias e compartilhar conhecimentos, e Sablière estudou física, astronomia e história natural com seus convidados.[29]
- 1680: A astrônoma francesa Jeanne Dumée publicou um resumo dos argumentos que apoiam a teoria copernicana do heliocentrismo Ela escreveu "entre o cérebro de uma mulher e o de um homem não há diferença".[30]
- 1685: A poeta e arqueóloga frísia Titia Brongersma supervisionou a primeira escavação de um dolmen em Borger, Holanda . A escavação produziu novas evidências de que as estruturas de pedra eram sepulturas construídas por seres humanos pré-históricos - em vez de estruturas construídas por gigantes, que antes eram as crenças comuns.[31]
- 1690: A astrônoma alemã-polonesa Elisabetha Koopman Hevelius, viúva de Johannes Hevelius, a quem ela assistiu com suas observações (e, provavelmente, cálculos) por mais de vinte anos, publicou em seu nome Prodromus Astronomiae, o maior e mais preciso catálogo de estrelas até aquela data.[32]
- 1693 - 1698: A astrônoma e ilustradora alemã Maria Clara Eimmart criou mais de 350 desenhos detalhados das fases da lua.[33]
- 1699: A entomologista alemã Maria Sibylla Merian, a primeira cientista a documentar o ciclo de vida dos insetos para o público, embarcou em uma expedição científica ao Suriname, na América do Sul. Posteriormente, publicou Metamorphosis insectorum Surinamensium, um trabalho ilustrado inovador sobre plantas, animais e insetos sul-americanos.[34]

## Século XVIII

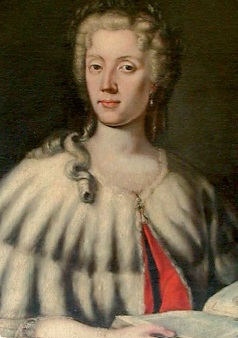
Física italiana Laura Bassi

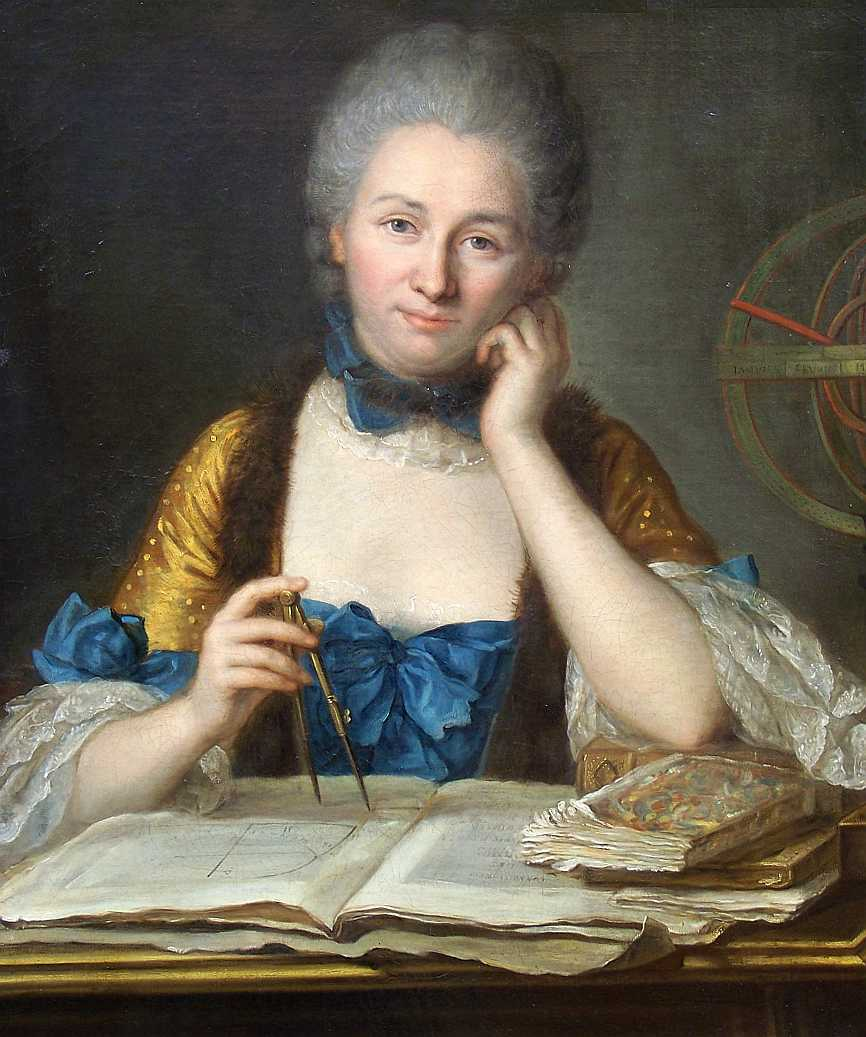
Polímata francesa Émilie du Châtelet

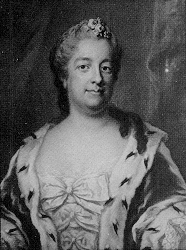
Agrônoma sueca Eva Ekeblad

- 1702: A pioneira entomologista inglesa Eleanor Glanville capturou um espécime de borboleta em Lincolnshire, que posteriormente foi nomeado fritilar de Glanville em sua homenagem. Sua extensa coleção de borboletas impressionou o colega entomologista William Vernon, que chamou o trabalho de Glanville de "a coleção mais nobre de borboletas, todas inglesas, que nos envergonhou". Seus espécimes de borboletas se tornaram parte das primeiras coleções do Museu de História Natural.[35][36]
- 1702: A astrônoma alemã Maria Kirch se tornou a primeira mulher a descobrir um cometa.[37]
- c. 1702 - 1744: Em Montreal, Canadá, a botânica francesa Catherine Jérémie coletou espécimes de plantas e estudou suas propriedades, enviando os espécimes e suas anotações detalhadas de volta aos cientistas da França.[38]
- 1732: Aos 20 anos, a física italiana Laura Bassi se tornou a primeira mulher a integrar a Academia de Ciências de Bolonha. Um mês depois, ela defendeu publicamente suas teses acadêmicas e recebeu um doutorado. Bassi foi premiada com um cargo honorário de professora de física na Universidade de Bolonha. Ela foi a primeira professora de física do mundo.[39]
- 1738: A polímata francesa Émilie du Châtelet se tornou a primeira mulher a ter um artigo publicado pela Academia de Paris, após um concurso sobre a natureza do fogo.[40]
- 1740: A polímata francesa Émilie du Châtelet publicou Institutions de Physique (Fundamentos da Física), fornecendo uma base metafísica para a física newtoniana.[41]
- 1748: A agrônoma sueca Eva Ekeblad tornou-se a primeira mulher membro da Real Academia Sueca de Ciências. Dois anos antes, ela havia desenvolvido um novo processo de usar batatas para fazer farinha e álcool, que posteriormente diminuíram a dependência da Suécia das colheitas de trigo e diminuíram o risco de fome.[42]
- 1751: Cristina Roccati, uma italiana de 19 anos, recebeu seu doutorado na Universidade de Bolonha.[43]
- 1753: Jane Colden, estadunidense, foi a única bióloga mencionada por Carl Linnaeus em sua obra-prima Species Plantarum.[44]
- 1755: Após a morte de seu marido, a anatomista italiana Anna Morandi Manzolini tomou seu lugar na Universidade de Bolonha, tornando-se professora de anatomia e estabelecendo um laboratório internacionalmente conhecido de pesquisas anatômicas.[45]
- 1757: A astrônoma francesa Nicole-Reine Lepaute trabalhou com os matemáticos Alexis Clairaut e Joseph Lalande para calcular a próxima chegada do cometa Haley.[46]
- 1760: A botânica estadunidense Martha Daniell Logan começou a se corresponder com o especialista e colecionador botânico John Bartram, trocando regularmente sementes, plantas e conhecimentos botânicos com ele.[47]
- 1762: A astrônoma francesa Nicole-Reine Lepaute calculou o tempo e a porcentagem de um eclipse solar que se previa que ocorresse em dois anos. Ela criou um mapa para mostrar as fases e publicou uma tabela de seus cálculos na edição de 1763 do Connaissance des Temps.
- 1766: A química francesa Geneviève Thiroux d'Arconville publicou seu estudo sobre putrefação. O livro apresentou suas observações de mais de 300 experimentos ao longo de cinco anos, durante os quais ela tentou descobrir os fatores necessários para a preservação de carne bovina, ovos e outros alimentos. Seu trabalho foi recomendado para privilégio real pelo colega químico Pierre-Joseph Macquer.[48]
- 1776: Na Universidade de Bolonha, a física italiana Laura Bassi tornou-se a primeira mulher nomeada como diretora de física de uma universidade.
- 1776: Christine Kirch recebeu um salário respeitável de 400 Thaler para fazer calendários; talvez também a sua irmã Margaretha Kirch.
- 1782 - 1791: A química e mineralogista francesa Claudine Picardet traduziu para o francês mais de 800 páginas de artigos científicos suecos, alemães, ingleses e italianos, permitindo que os cientistas franceses discutissem melhor e utilizassem a pesquisa internacional em química, mineralogia e astronomia.[49]
- c. 1787 - 1797: A astrônoma chinesa autodidata Wang Zhenyi publicou pelo menos doze livros e vários artigos sobre astronomia e matemática. Usando uma lâmpada, um espelho e uma mesa, ela criou uma famosa exposição científica projetada para simular com precisão um eclipse lunar.[50][51]
- 1789: A astrônoma francesa Louise du Pierry, a primeira mulher parisiense a se tornar professora de astronomia, ministrou os primeiros cursos de astronomia especificamente abertos a estudantes do sexo feminino.[52]
- 1794: A química escocesa Elizabeth Fulhame inventou o conceito de catálise e publicou um livro sobre suas descobertas.[53]
- c. 1796 - 1820: Durante o reinado do imperador Jiaqing, a astrônoma Huang Lü se tornou a primeira mulher chinesa a trabalhar com óptica e imagens fotográficas. Ela desenvolveu um telescópio que podia tirar imagens fotográficas simples usando papel fotossensível.
- 1797: A escritora científica inglesa e professora Margaret Bryan publicou "A Compendious System of Astronomy", incluindo uma gravura de si mesma e de suas duas filhas. Ela dedicou o livro a seus alunos.[54]

## Primeira metade do século XIX

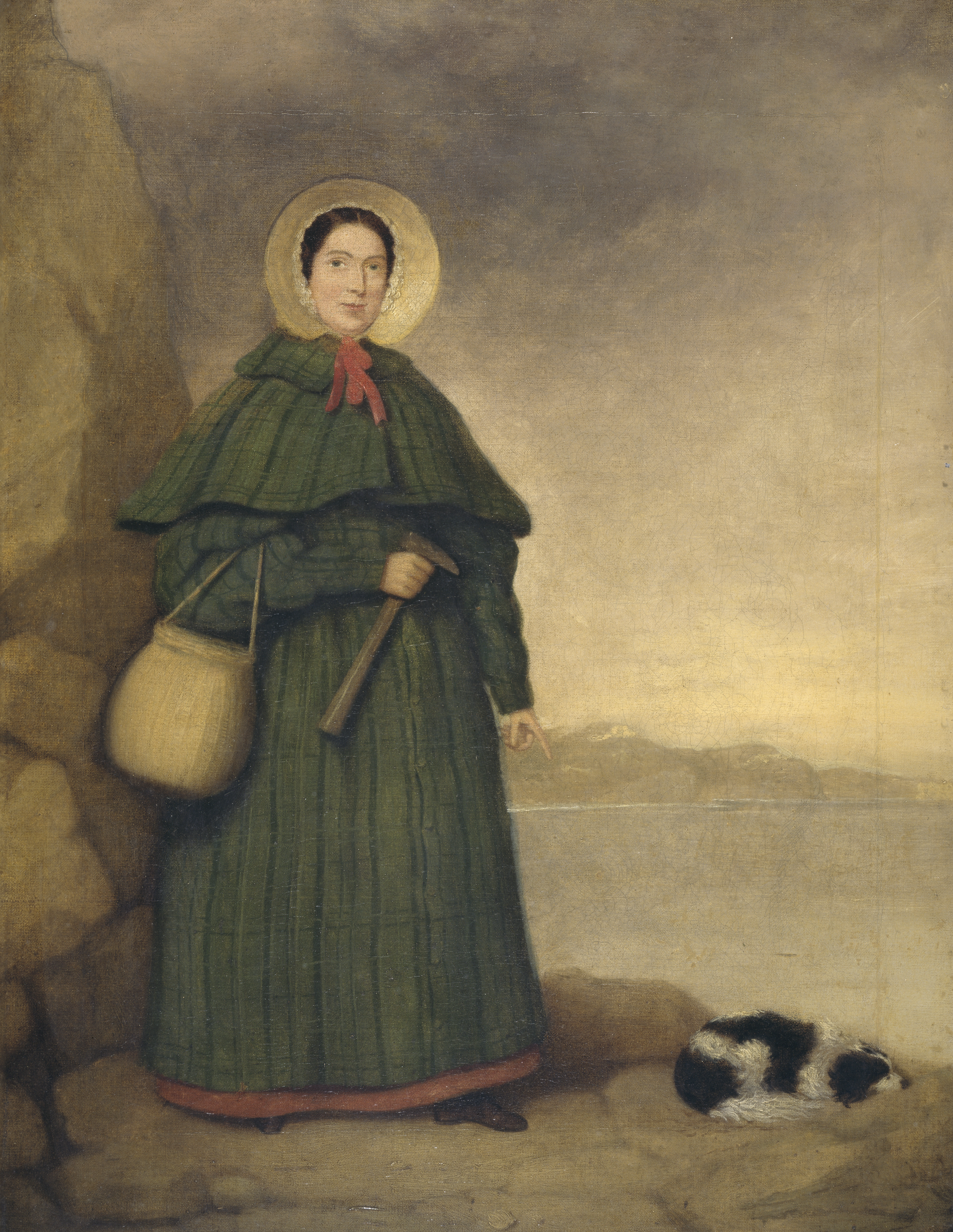
Paleontologista inglesa Mary Anning

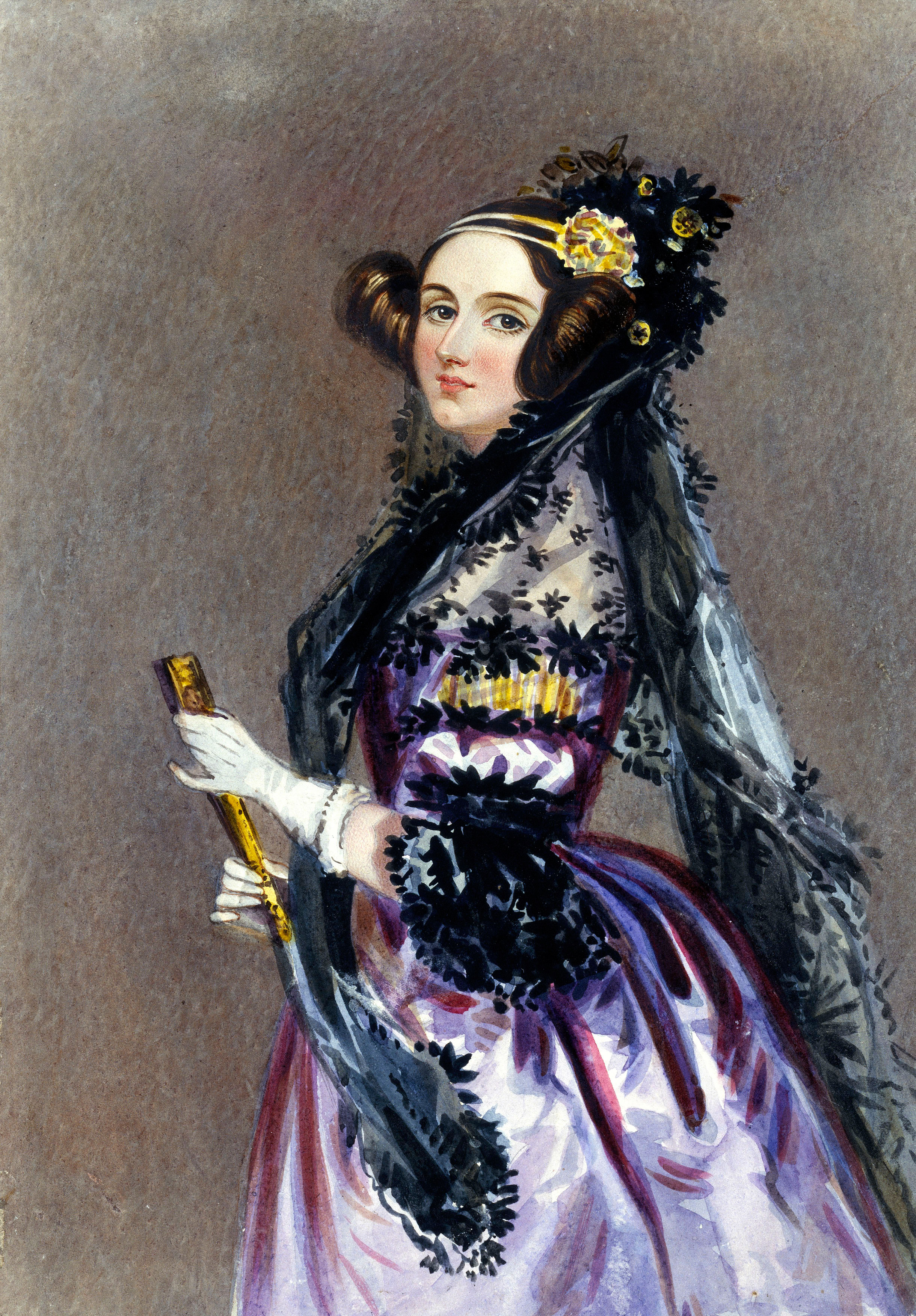
Matemática e programadora de computador inglesa Ada Lovelace

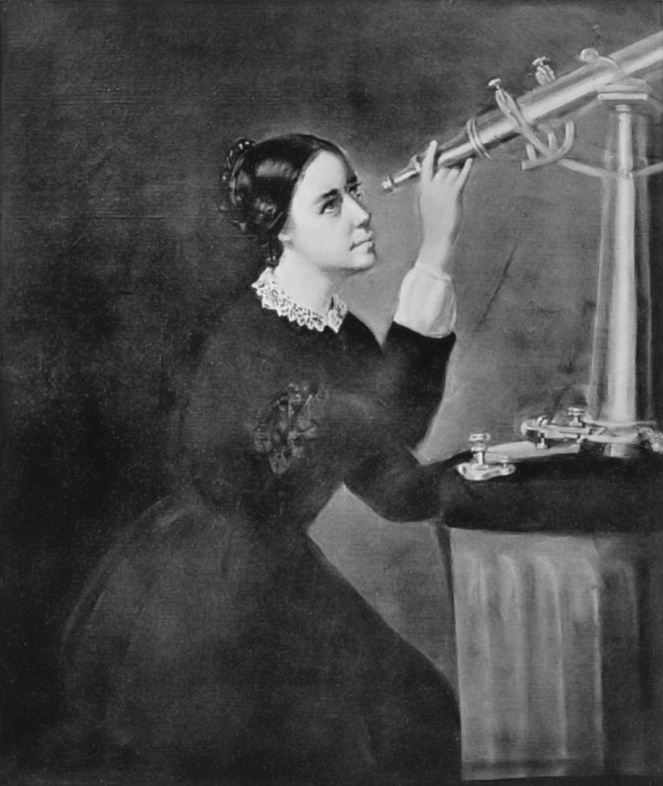
Astrônoma estadunidense Maria Mitchell

- 1808: Anna Sundström começou a ajudar Jacob Berzelius em seu laboratório, tornando-se uma das primeiras químicas suecas.[55]
- 1815: A arqueóloga inglesa Lady Hester Stanhope usou um manuscrito medieval italiano para localizar um promissor sítio arqueológico em Ashkelon, tornando-se a primeira pessoa a iniciar uma escavação na região palestina. Foi um dos primeiros exemplos do uso de fontes textuais na arqueologia de campo.[56]
- 1816: A matemática e física francesa Sophie Germain se tornou a primeira mulher a ganhar um prêmio da Academia de Ciências de Paris por seu trabalho na teoria da elasticidade.[57]
- 1823: A paleontóloga inglesa e colecionadora de fósseis Mary Anning descobriu o primeiro plesiossauro completo.[40]
- 1830 - 1837: A botânica belga Marie-Anne Libert publicou sua Plantae cryptogamicae des Ardennes, em quatro volumes, uma coleção de 400 espécies de musgos, samambaias, líquenes, algas e fungos da região de Ardenas. Suas contribuições para os estudos criptógamas sistêmicas foram formalmente reconhecidas pelo imperador prussiano Frederico Guilherme III, e Libert recebeu uma medalha de ouro por mérito.[58]
- 1832: A bióloga marinha francesa Jeanne Villepreux-Power inventou o primeiro aquário de vidro, usando-o para auxiliar em suas observações científicas do Argonauta argo.[59]
- 1833: As ficologistas inglesas Amelia Griffiths e Mary Wyatt publicaram dois livros sobre algas britânicas locais. Griffiths tinha uma reputação respeitada internacionalmente como colecionadora e estudiosa de algas, e o botânico sueco Carl Agardh já havia nomeado o gênero Griffithsia em sua homenagem.[60]
- 1835: A polímata escocesa Mary Somerville e a astrônoma alemã Caroline Herschel foram eleitas as primeiras associadas femininas da Royal Astronomical Society.[61][62]
- 1836: A geóloga e paleontóloga inglesa Etheldred Benett, conhecida por sua extensa coleção de vários milhares de fósseis, foi nomeada membro da Sociedade de História Natural de Moscou. A sociedade - que só admitia homens na época - inicialmente confundiu Benett com um homem devido à sua reputação como cientista e seu primeiro nome incomum, escrevendo em seu diploma de admissão "Dominum" (Mestre) Benett.[63][64]
- 1840: A colecionadora e ilustradora de fósseis escocesa Lady Eliza Maria Gordon-Cumming convidou os geólogos Louis Agassiz, William Buckland e Roderick Murchison para examinar sua coleção de fósseis de peixes. Agassiz confirmou várias das descobertas de Gordon-Cumming como novas espécies.[65]
- 1843: Durante um período de nove meses entre 1842 e 1843, a matemática inglesa Ada Lovelace traduziu o artigo de Luigi Menabrea sobre a mais nova máquina proposta por Charles Babbage, a máquina analítica. Com o artigo, ela anexou um conjunto de notas.[66] Suas anotações foram rotuladas alfabeticamente de A a G. Na nota G, ela descreve um algoritmo para a máquina analítica calcular os números de Bernoulli. É considerado o primeiro algoritmo publicado já customizado especificamente para implementação em um computador, e Ada Lovelace é frequentemente citada como a primeira programadora de computador por esse motivo.[67][68] O mecanismo nunca foi concluído, então seu programa nunca foi testado.[69]
- 1843: A botânica britânica e fotógrafa pioneira Anna Atkins publicou seu livro Fotografias das algas britânicas, ilustrando o trabalho com cianótipos . Seu livro foi o primeiro livro sobre qualquer assunto a ser ilustrado por fotografias.[70]
- 1846: A zoóloga britânica Anna Thynne construiu o primeiro aquário marinho estável e auto-sustentável.[71]
- 1848: A astrônoma americana Maria Mitchell se tornou a primeira mulher eleita para a Academia Americana de Artes e Ciências; ela descobrira um novo cometa no ano anterior.[72]
- 1848 - 1849: A cientista inglesa Mary Anne Whitby, pioneira no cultivo ocidental de bichos-da-seda, colaborou com Charles Darwin na pesquisa das qualidades hereditárias dos bichos-da-seda.[73][74]
- 1850: A Associação Americana para o Avanço das Ciências aceitou seus primeiros membros femininos: a astrônoma Maria Mitchell, a entomologista Margaretta Morris e a educadora de ciências Almira Hart Lincoln Phelps .[75]

## Segunda metade do século XIX

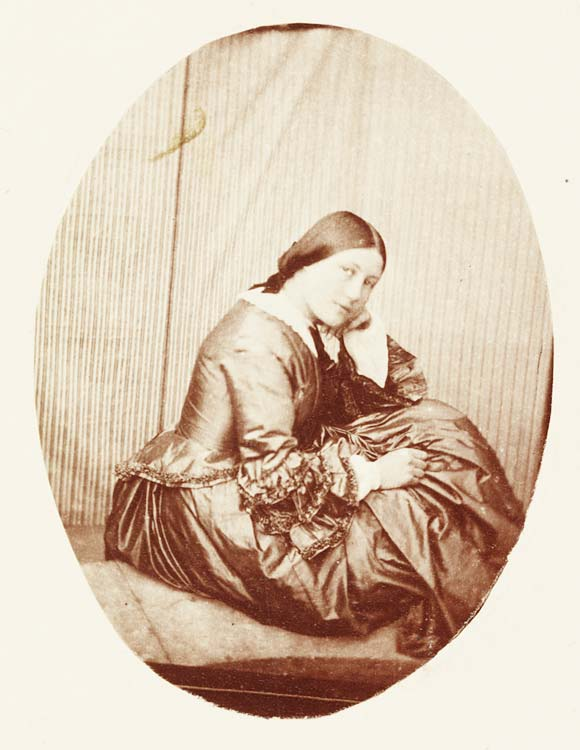
Astrônoma galesa Thereza Dillwyn Llewelyn

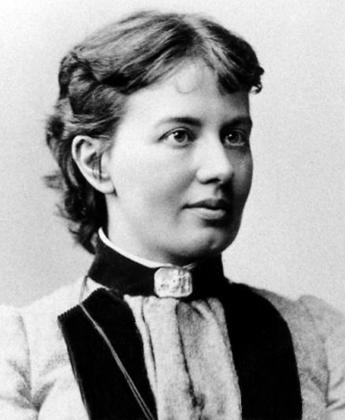
Cientista russa Sofia Kovalevskaya

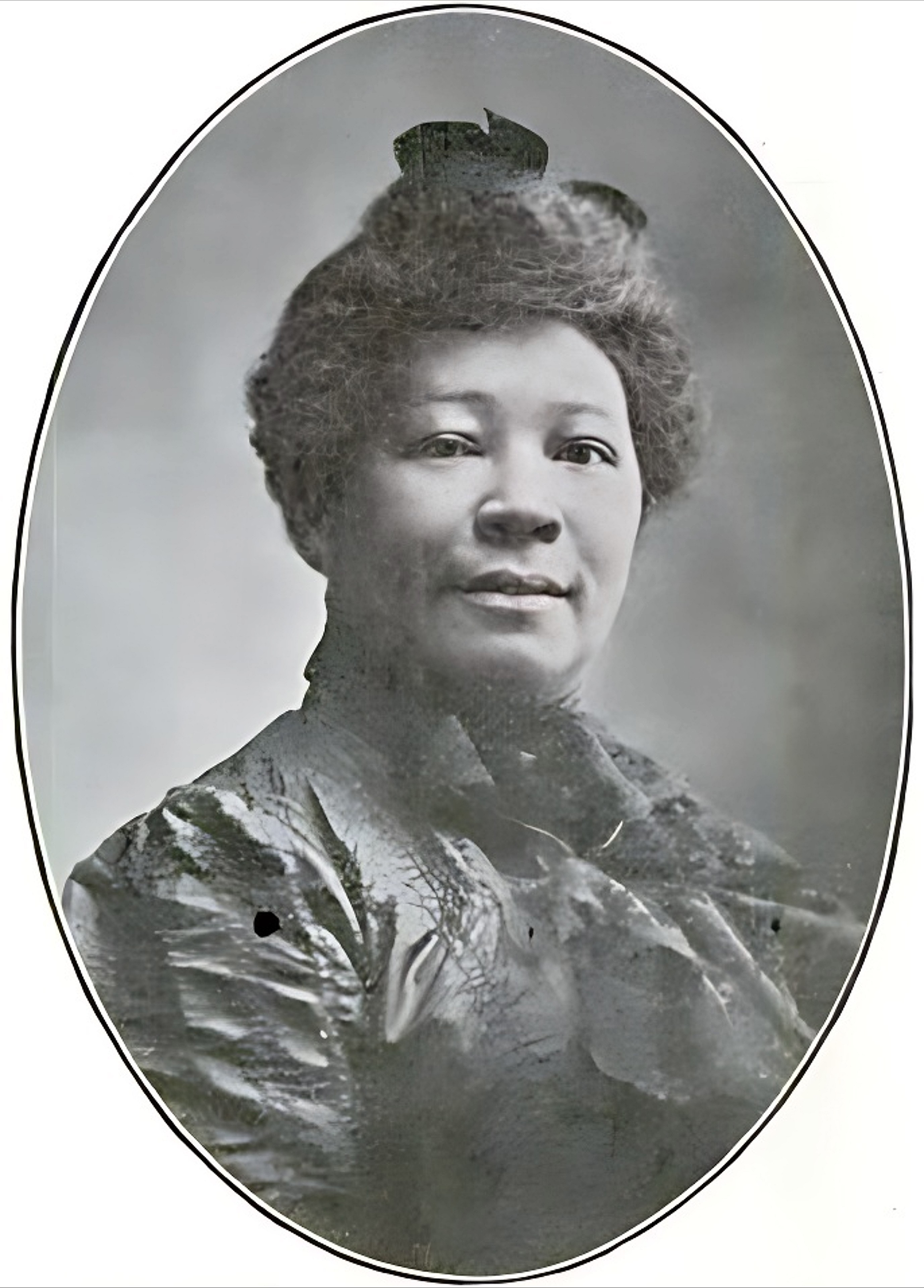
Química estadunidense Josephine Silone-Yates

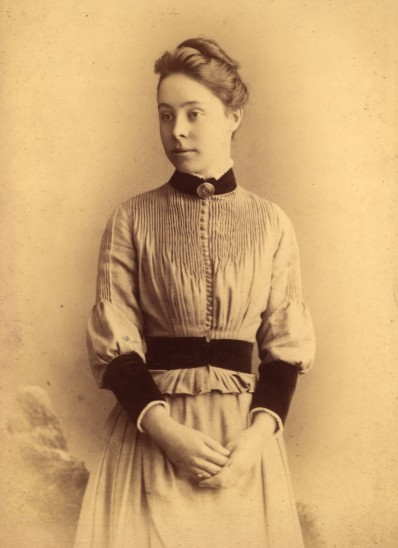
Matemática britânica Philippa Fawcett

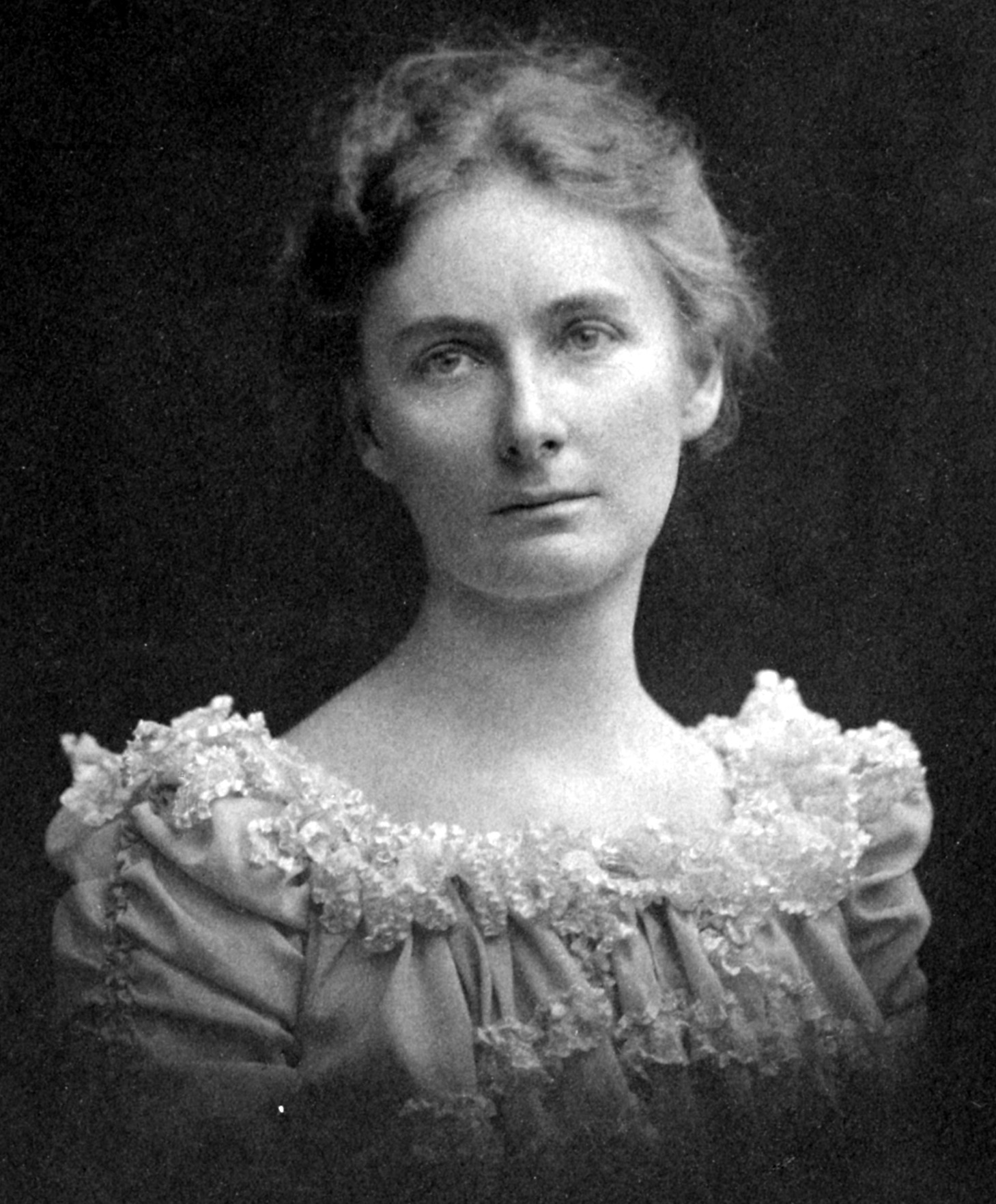
Geóloga estadunidense Florence Bascom

- 1854-1855: Florence Nightingale organizou a ajuda aos soldados feridos durante a Guerra da Crimeia. Ela foi uma reformadora social e estatística inglesa e fundadora da enfermagem moderna.
- 1855: Trabalhando com o seu pai, a astrônoma e fotógrafa galesa Thereza Dillwyn Llewelyn produziu uma das primeiras fotografias da Lua.[76]
- 1856: A cientista atmosférica Eunice Newton Foote apresentou o seu artigo “Circumstances affecting the heat of the sun’s rays" em um encontro anual da Associação Americana para o Avanço da Ciência. Ela foi uma das pesquisadoras pioneiras do efeito estufa.[77]
- 1862: A botânica belga Marie-Anne Libert tornou-se a primeira mulher a se juntar ao Sociedade Botânica Real da Bélgica. Ela foi nomeada como um membro honorário.[58]
- 1863: A naturalista alemã Amalie Dietrich viajou à Austrália para coletar plantas, animais e espécimes antropológicos para o germânico Museu Godeffroy. Ela permaneceu na Austrália pela próxima década, descobrindo novas espécies de plantas e animais no processo, mas também se tornou notória nos últimos anos pela remoção de esqueletos aborígines - e o possível incitamento à violência contra eles - para fins de pesquisas antropológicas.[78][79]
- 1865: A geologista inglesa Elizabeth Carne foi a primeira mulher eleita associada da Sociedade Geológica Real da Cornualha.[80]
- 1870: Ellen Swallow Richards tornou-se a primeira mulher estadunidense a conseguir a graduação em química.
- 1870: A química russa Anna Volkova foi a primeira mulher a tornar-se membro da Sociedade de Química da Rússia.[81]
- 1874: Julia Lermontova foi a primeira mulher russa a receber o PhD em química.
- 1875: A arqueologista húngara Zsófia Torma escavou o sítio de Turdaș-Luncă no Condado Hunedoara, Romênia. O sítio, que revelou valiosos artefatos pré-históricos, tornou-se uma das descobertas arqueológicas mais importantes na Europa.[82]
- 1876 – 1878: A naturalista estadunidense Mary Treat estudou plantas carnívoras na Flórida. Suas contribuições para o entendimento científico de como as plantas capturam e digerem a presa foram reconhecidas por Charles Darwin e Asa Gray.[83]
- 1878: A entomologista inglesa Eleanor Anne Ormerod tornou-se a primeira mulher associada à Sociedade Real de Meteorologia. Alguns anos depois, ela foi apontada como Consultora em Entomologia da Sociedade Real de Agricultura.[84][85]
- c. 1880: A química germânica autodidata Agnes Pockels começou a investigar a tensão superficial, tornando-se a figura pioneira no campo da ciência de superfície. O equipamento de medição que ela desenvolveu forneceu o fundamento básico da análise quantitativa da película superficial.[86]
- 1883: A etnologista estadunidense Erminnie A. Smith, a primeira mulher no campo da etnografia, publicou sua coleção de mitos Iroqueses chamada Myths of the Iroquois.[87]
- 1884: O artigo da zoologista inglesa Alice Johnson sobre embriões de tritão tornou-se o primeiro artigo de autoria de uma mulher a aparecer no Proceedings of the Royal Society.[88]
- 1885: A naturalista inglesa Marian Farquharson tornou-se a primeira mulher membro da Royal Microscopical Society.[89]
- 1886: A botânica Emily Lovira Gregory converte-se na primeira mulher membro da Sociedade Americana de Naturalistas.[90]
- 1887: Rachel Lloyd converte-se na primeira mulher estadunidense a receber um PhD em química, completando seus estudos na Universidade de Zurich, Suíça.[91]
- 1888: A cientista russa Sofia Kovalevskaya descobriu o topo Kovalevskaya, um de uma breve lista conhecida de exemplos de dinâmica de corpos rígidos que é integrável.
- 1888: A química estadunidense Josephine Silone Yates foi apontada chefe do Departamento de Ciências Naturais do Instituto Lincoln (posteriormente Universidade Lincoln) do Missouri, tornando-se a primeira mulher negra a chefiar um departamento de ciências de faculdade.[92][93]
- 1889: A geologista Mary Emilie Holmes foi a primeira mulher a tornar-se associada da Sociedade Geológica dos Estado Unidos.[94]
- 1890: A química austríaca de nascimento Ida Freund converteu-se na primeira mulher a trabalhar como professora universitária de química no Reino Unido. Ela foi promovida a professora plena na Faculdade Newnham, Cambridge.[95]
- 1890: A popular educadora de ciências e autora Agnes Giberne co-fundou a Associação Astronômica Britânica.[96] Subsequentemente, a astrônoma inglesa Elizabeth Brown foi apontada como diretora da Seção Solar da associação. Elizabeth é reconhecida por seus estudos das manchas solares e outros fenômenos solares.[97]
- 1890: A matemática Philippa Fawcett torna-se a primeira mulher a obter a pontuação mais alta nos exames Tripos de Matemática de Cambridge, uma nota "acima do Senior Wrangler". (Naquela época, mulheres eram inelegíveis para serem nomeadas como Senior Wrangler.)
- 1891: A astrônoma estadunidense Dorothea Klumpke é apontada como chefe do Bureau of Measurements no Observatório de Paris. Na próxima década, além de completar seu doutorado em ciências, ela trabalhou no projeto de mapeamento Carte du Ciel. Ela obteve reconhecimento pelo seu trabalho ganhando o primeiro prêmio Prix de Dames da Société astronomique de France e foi nomeada oficial da Academia de Ciências de Paris.[98]
- 1892: A psicóloga estadunidense Christine Ladd-Franklin apresentou a sua teoria evolucionária sobre o desenvolvimento da visão em cores para o Congresso Internacional de Psicologia. Sua teoria foi a primeira a enfatizar a visão em cores como um traço evolutivo.[99]
- 1893: Florence Bascom tornou-se a segunda mulher a conseguir o PhD em geologia nos EUA, e a primeira mulher a receber um PhD da Universidade Johns Hopkins.[100][101] Geólogos a consideram "a primeira mulher geóloga deste país [EUA]."[102]
- 1893: Elizabeth Gertrude Britton, botânica estadunidense, foi membro fundadora da Botanical Society of America.[103]
- 1894: A astrônoma Margaretta Palmer tornou-se a primeira mulher a conseguir um doutorado em astronomia.[104]
- 1895: A fisiologista inglesa Marion Bidder se tornou a primeira mulher a falar e apresentar seu próprio artigo em uma reunião da Royal Society.[105]
- 1896: Florence Bascom foi a primeira mulher a trabalhar no Serviço Geológico dos Estados Unidos.[106][107]
- 1896: A micologista e liquenologista inglesa Annie Lorrain Smith foi uma membro fundadora da Sociedade Micológica Britânica. Posteriormente ela serviu como presidente duas vezes.[108][109]
- 1897: As citologistas e zoologistas estadunidenses Katharine Foot e Ella Church Strobell começaram a trabalhar como pesquisadoras parceiras. Juntas, elas foram pioneiras na prática de fotografar amostras de pesquisa microscópicas e inventaram uma nova técnica de criação de finas amostras de material em temperaturas mais frias.[110]
- 1897: A física estadunidense Isabelle Stone tornou-se a primeira mulher a receber um PhD em física nos Estados Unidos. Ela escreveu sua dissertação "On the Electrical Resistance of Thin Films" na Universidade de Chicago.[111][112]
- 1898: Kirstine Meyer, uma física dinamarquesa, foi agraciada com a medalha de ouro da Academia Real Dinamarquesa de Ciências e Letras.[113]
- 1898: A malacologista italiana Marianna Paulucci doou sua coleção de espécimes para o Museu Real de História Natural de Florença, Itália (Museo di Storia Naturale di Firenze). Paulucci foi a primeira pessoa a compilar e publicar uma lista de espécies italianas de moluscos.[114]
- 1899: As físicas estadunidenses Marcia Keith e Isabelle Stone tornaram-se membros fundadores da American Physical Society.[115]
- 1899: Edith Anne Stoney, uma física irlandesa, foi nomeada professora de física na London School of Medicine for Women, tornando-se a primeira física médica. Ela, mais tarde, foi figura pioneira no uso das máquinas de raio-x nas linhas de frente da Primeira Guerra Mundial.[116]

## Primeira metade do século XX

### Década de 1900
- 1900: A botânica estadunidense Anna Murray Vail se tornou a primeira bibliotecária do Jardim Botânico de Nova York. Apoiadora chave do estabelecimento da instituição, ela já havia doado toda a sua coleção de 3000 espécimes botânicos para o jardim.[117]
- 1900: As físicas Marie Curie e Isabelle Stone participaram do primeiro Congresso Internacional de Física em Paris, França. Elas eram as duas únicas mulheres entre os 836 participantes.[112]
- 1901: A estadunidense Florence Bascom se tornou a primeira geóloga a apresentar um artigo para o Geological Survey de Washington.[118]
- 1901: A botânica e zoóloga tcheca Marie Zdeňka Baborová-Čiháková se tornou a primeira mulher na República Tcheca a receber um doutorado.[119]
- 1903: Marie Curie, física e química polonesa, tornou-se a primeira mulher a receber o Prêmio Nobel, quando recebeu o Prêmio Nobel de Física, juntamente com o marido, Pierre Curie "por suas pesquisas conjuntas sobre os fenômenos de radiação, descobertos pelo professor Henri Becquerel", e Henri Becquerel, "por sua descoberta da radioatividade espontânea".[120][121][122]

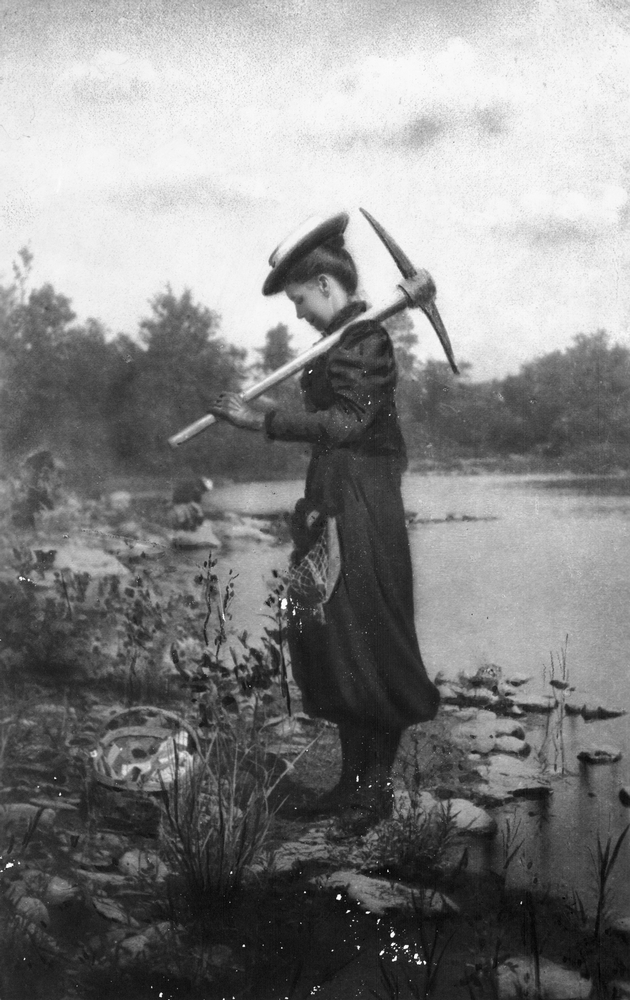
Geóloga e geógrafa estadunidense Zonia Baber

- Geóloga e geógrafa estadunidense Zonia Baber  1904: A geógrafa, geologista e educadora estadunidense Zonia Baber publicou seu artigo "The Scope of Geography", no qual expôs suas teorias educacionais sobre o ensino da geografia. Ela argumentou que os alunos requeriam uma abordagem mais interdisciplinar e experimental para aprender geografia: em vez de confiar em livros didáticos, os alunos precisavam de viagens de campo, trabalhos de laboratório e conhecimento em elaboração de mapas. As idéias educacionais de Baber transformaram a maneira como as escolas ensinavam geografia.[123]
- 1904: As químicas britânicas Ida Smedley, Ida Freund e Martha Whiteley organizaram uma petição pedindo à Chemical Society que admitisse mulheres como associadas. Um total de 19 químicas se tornaram signatárias, mas sua petição foi negada pela sociedade.[124]
- 1905: Em janeiro, a Sociedade Linnean de Londres elegeu suas primeiras mulheres associadas. Essas mulheres incluíram a especialista em horticultura Ellen Willmott, a ornitóloga Emma Turner, a bióloga Lilian Jane Gould, as micologistas Gulielma Lister e Annie Lorrain Smith e as botânicas Mary Anne Stebbing, Margaret Jane Benson e Ethel Sargant .[125]
- 1905: A geneticista estadunidense Nettie Stevens descobriu os cromossomos sexuais.[126]
- 1906: Após o terremoto de São Francisco, a botânica e curadora americana Alice Eastwood resgatou quase 1500 espécimes de plantas raras do prédio em chamas da Academia de Ciências da Califórnia. Seu sistema de curadoria de manter as amostras do tipo separadas de outras coleções - não convencional naquela época - permitiu-lhe encontrar e recuperar rapidamente as amostras.[127]
- 1906: A química russa Irma Goldberg publicou um artigo sobre duas reações químicas recém-descobertas envolvendo a presença de cobre e a criação de uma ligação nitrogênio-carbono a um halogeneto aromático. Essas reações foram posteriormente denominadas reação de Goldberg e reação de Jourdan-Ullman-Goldberg.[128]
- 1906: A física, matemática e engenheira inglesa Hertha Ayrton se tornou a primeira mulher a receber a Medalha Hughes da Royal Society de Londres. Ela recebeu o prêmio por sua pesquisa experimental em arcos elétricos e ondulações de areia.[129]
- 1906: Após sua morte, a coleção de 20.000 borboletas e mariposas da lepidopterologista inglesa Emma Hutchinson foi doada ao Museu de História Natural de Londres. Ela havia publicado pouco durante sua vida e foi impedida de ingressar em sociedades científicas locais devido ao seu gênero, mas foi homenageada por seu trabalho quando uma forma variante da borboleta de vírgula foi chamada hutchinsoni.[130]
- 1909: Alice Wilson tornou-se a primeira geóloga contratada pelo Geological Survey of Canada.[131][132] Ela é amplamente creditada como a primeira geóloga canadense.[133]
- 1909: A física dinamarquesa Kristine Meyer se tornou a primeira mulher dinamarquesa a receber um doutorado em ciências naturais. Ela escreveu sua dissertação sobre o tema "o desenvolvimento do conceito de temperatura" na história da física.[113]

### Década de 1910

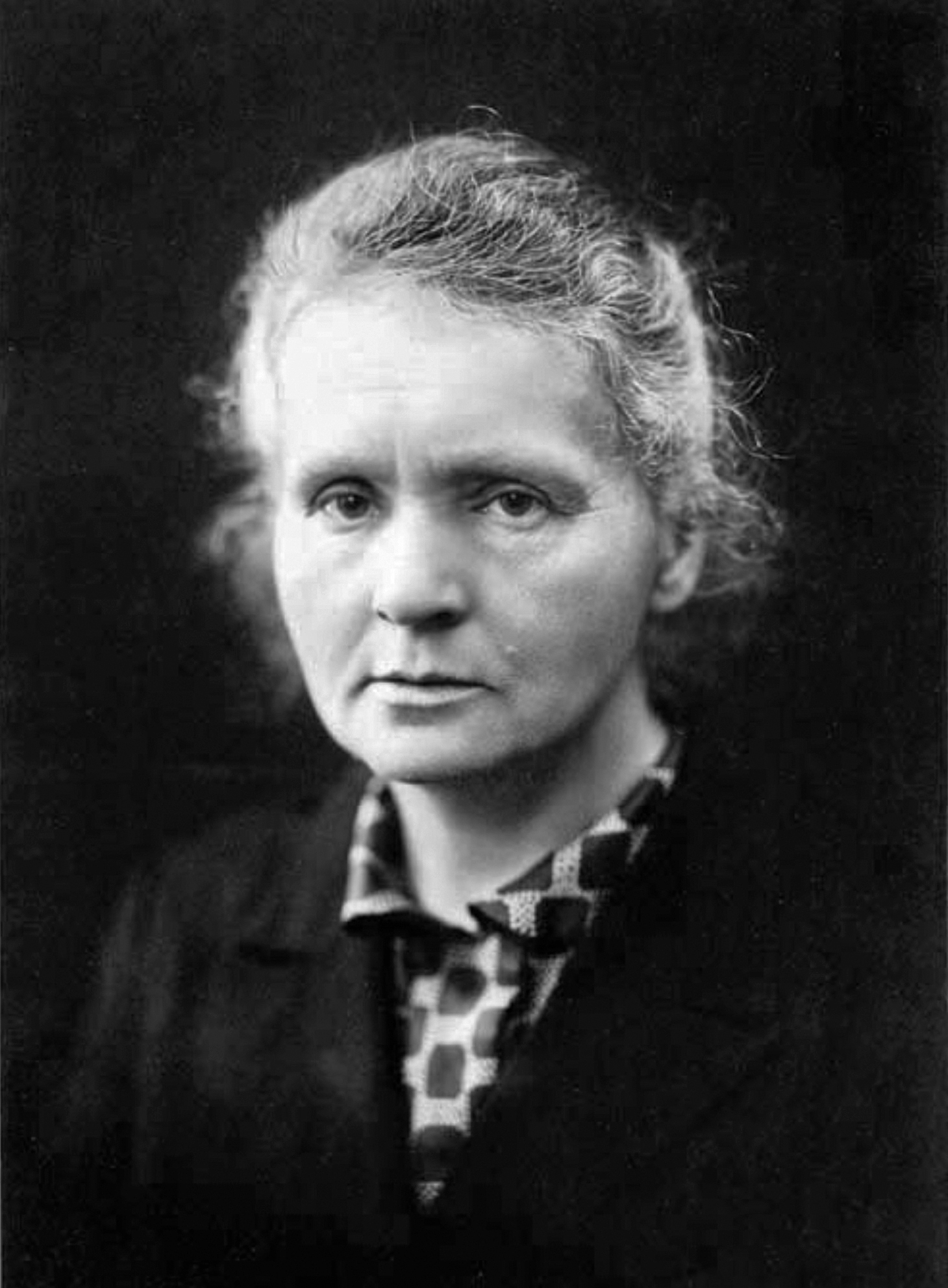
Marie Curie, física e química polonesa

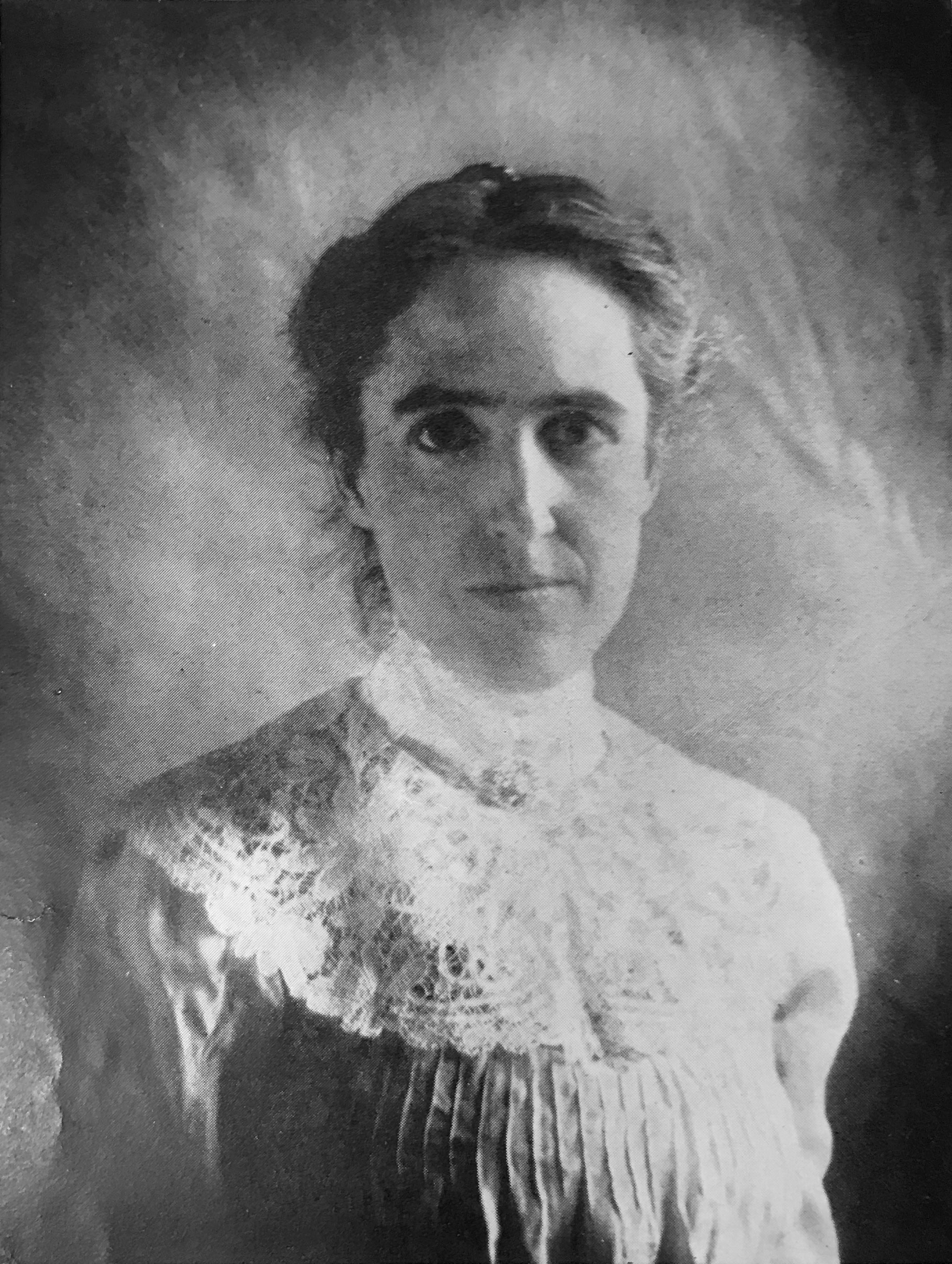
Astrônoma estadunidense Henrietta Swan Leavitt

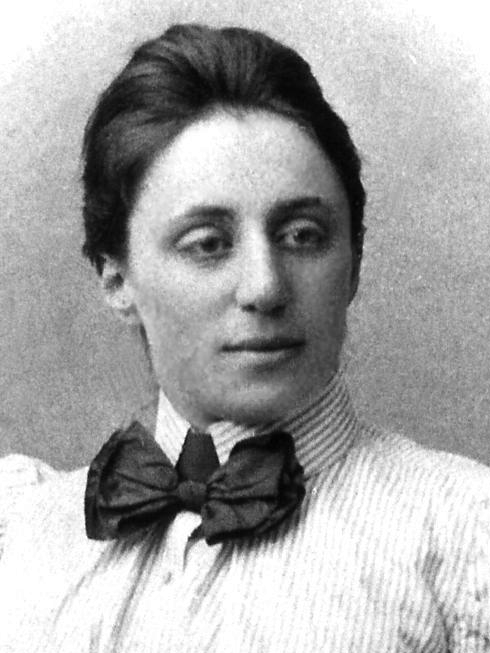
Física e matemática alemã Emmy Noether

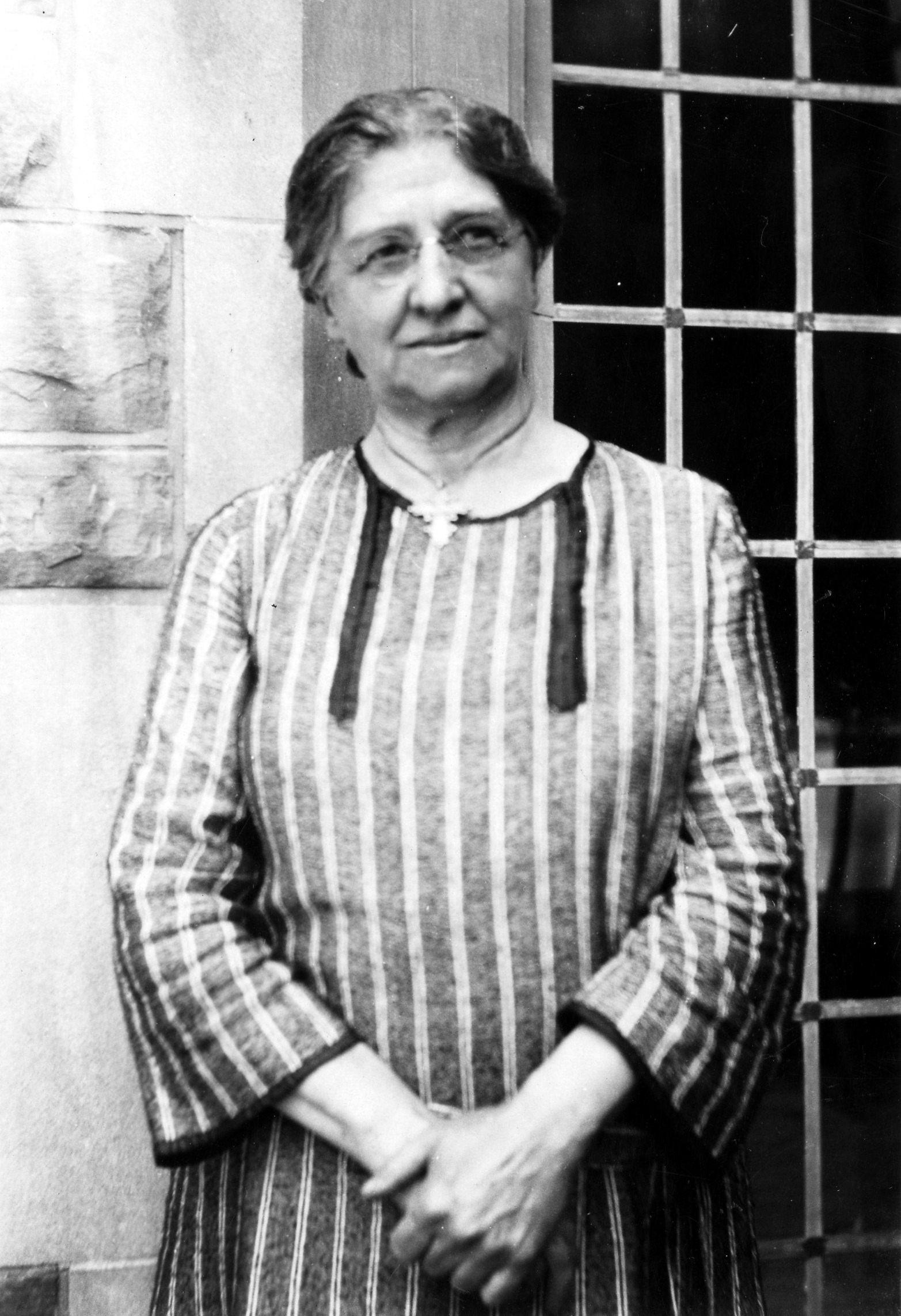
Geneticista canadense Carrie Derick

- 1911: Marie Curie, física e química polonesa, tornou-se a primeira mulher a receber o Prêmio Nobel de Química, que recebeu "[pela] descoberta dos elementos rádio e polônio, pelo isolamento do rádio e pelo estudo da natureza e compostos deste elemento notável".[134][135]
- 1911: A bióloga norueguesa Kristine Bonnevie tornou-se a primeira mulher membro da Academia Norueguesa de Ciências e Letras.[136]
- 1912: A astrônoma estadunidense Henrietta Swan Leavitt estudou os períodos de ciclo de aumento-diminuição de brilho das estrelas cefeidas e, em seguida, encontrou uma maneira de calcular a distância dessas estrelas à Terra.[137]
- 1912: A botânica e geneticista canadense Carrie Derick foi nomeada professora de botânica morfológica na Universidade McGill. Ela foi a primeira mulher a se tornar professora titular em qualquer departamento de uma universidade canadense.[138]
- 1913: Regina Fleszarowa se tornou a primeira mulher polonesa a receber um doutorado em ciências naturais.[139]
- 1913: Izabela Textorisová, a primeira botânica eslovaca, publicou "Dados da Flora do Condado de Turiec" na revista Botanikai Közlemények. Seu trabalho descobriu mais de 100 espécies de plantas anteriormente desconhecidas da área de Turiec.[140]
- 1913: A médica e química canadense Maude Menten é co-autora de um artigo sobre cinética enzimática, levando ao desenvolvimento da equação da cinética de Michaelis-Menten.[141]
- 1914 - 1918: Durante a Primeira Guerra Mundial, uma equipe de sete mulheres britânicas realizou uma pesquisa pioneira sobre antídotos químicos e gases usados como arma química. A líder do projeto, Martha Whiteley, recebeu a Ordem do Império Britânico por suas contribuições em tempos de guerra.[142]
- 1914: A micologista britânica Ethel Doidge tornou-se a primeira mulher na África do Sul a receber um doutorado em qualquer assunto, recebendo seu doutorado em ciências pela Universidade da Boa Esperança. Ela escreveu sua tese sobre "Uma doença bacteriana da manga".[143]
- 1916: Isabella Preston se tornou a primeira mulher profissional em hibridismo de plantas no Canadá, produzindo o lírio "George C. Creelman trumpet". Mais tarde, seu lírio recebeu um Prêmio de Mérito da Royal Horticultural Society.[144]
- 1916: Chika Kuroda se tornou a primeira mulher japonesa a se formar em ciências, estudando química na Universidade Imperial de Tohoku. Após a formatura, foi posteriormente nomeada professora assistente na universidade.[145]
- 1917: A zoóloga estadunidense Mary J. Rathbun recebeu seu PhD da Universidade George Washington . Apesar de nunca ter cursado a faculdade - ou qualquer ensino formal além do ensino médio - Rathbun foi autora de mais de 80 publicações científicas, descreveu mais de 674 novas espécies de crustáceos e desenvolveu um sistema para registros relacionados a crustáceos no Museu Smithsonian .[146]
- 1917: A bióloga e geneticista holandesa Jantina Tammes se tornou a primeira professora universitária na Holanda . Foi nomeada professora extraordinária de fitopatologia na Universidade de Utrecht .[147]
- 1918: A física e matemática alemã Emmy Noether criou o teorema de Noether explicando a conexão entre simetria e leis de conservação .[148]
- 1919: Kathleen Maisey Curtis tornou-se a primeira mulher neozelandesa a obter um doutorado em ciências (DSc), completando sua tese sobre Synchytrium endobioticum (doença da verruga de batata) no Imperial College of Science and Technology. Sua pesquisa foi citada como "o resultado mais destacado em pesquisas micológicas apresentadas nos últimos dez anos".[149]

### Década de 1920

Astrônoma britânica-estadunidense Cecilia Payne-Gaposchkin

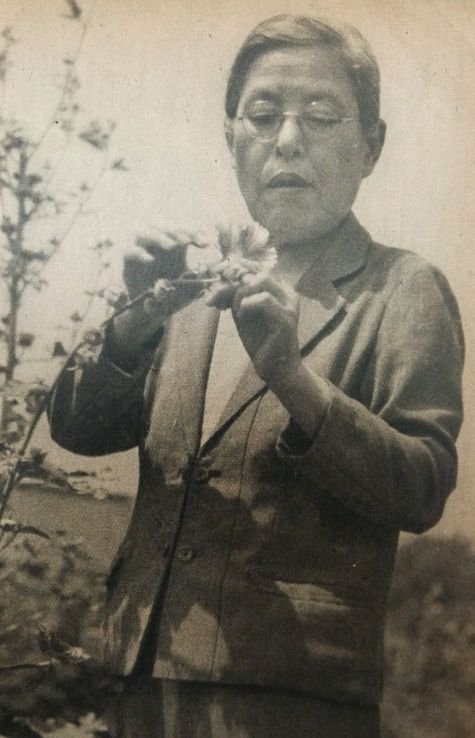
Bióloga japonesa Kono Yasui

- 1920: Louisa Bolus foi eleita membro da Royal Society of South Africa por suas contribuições à botânica. Ao longo de sua vida, Bolus identificou e nomeou mais de 1.700 novas espécies de plantas da África do Sul - mais espécies do que qualquer outro botânico da África do Sul.[150]
- 1923: María Teresa Ferrari, médica argentina, ganhou o primeiro diploma concedido a uma mulher pela Faculdade de Medicina da Universidade de Paris por seus estudos do trato urinário .[151]
- 1924: Florence Bascom se tornou a primeira mulher eleita para o Conselho da Sociedade Geológica da América .[118]
- 1925: A botânica mexicana-estadunidense Ynes Mexia embarcou em sua primeira expedição botânica ao México, coletando mais de 1500 espécimes de plantas. Ao longo dos treze anos seguintes, Mexia coletou mais de 145.000 amostras do México, Alasca e vários países da América do Sul. Ela descobriu 500 novas espécies.[152]
- 1925: A cientista médica estadunidense Florence Sabin se tornou a primeira mulher eleita para a Academia Nacional de Ciências.[153]
- 1925: A astrônoma e astrofísica britânica-estadunidense Cecilia Payne-Gaposchkin estabeleceu que o hidrogênio é o elemento mais comum nas estrelas e, portanto, o elemento mais abundante no universo.[154]
- 1927: Kono Yasui se tornou a primeira mulher japonesa a obter um doutorado em ciências, estudando na Universidade Imperial de Tóquio e concluindo sua tese "Estudos sobre a estrutura de linhito, carvão marrom e carvão betuminoso no Japão".[155]
- 1928: Alice Evans se tornou a primeira mulher eleita presidente da Sociedade de Bacteriologistas Norte-Americanos.[156]
- 1928: Helen Battle se tornou a primeira mulher a obter um PhD em biologia marinha no Canadá.[157]
- 1928: A bióloga britânica Kathleen Carpenter publicou o primeiro livro didático em inglês dedicado à ecologia de água doce: Life in Inland Waters .[158]
- 1929: A botânica estadunidense Margaret Clay Ferguson se tornou a primeira mulher presidente da Sociedade Botânica da América.[159]
- 1929: a escocesa-nigeriana Agnes Yewande Savage tornou-se a primeira mulher da África Ocidental a se formar na faculdade de medicina, obtendo seu diploma na Universidade de Edimburgo .[160][161][162]

### Década de 1930

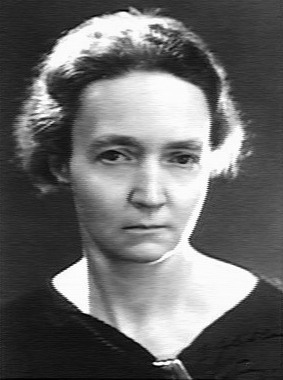
Química francesa Irène Joliot-Curie

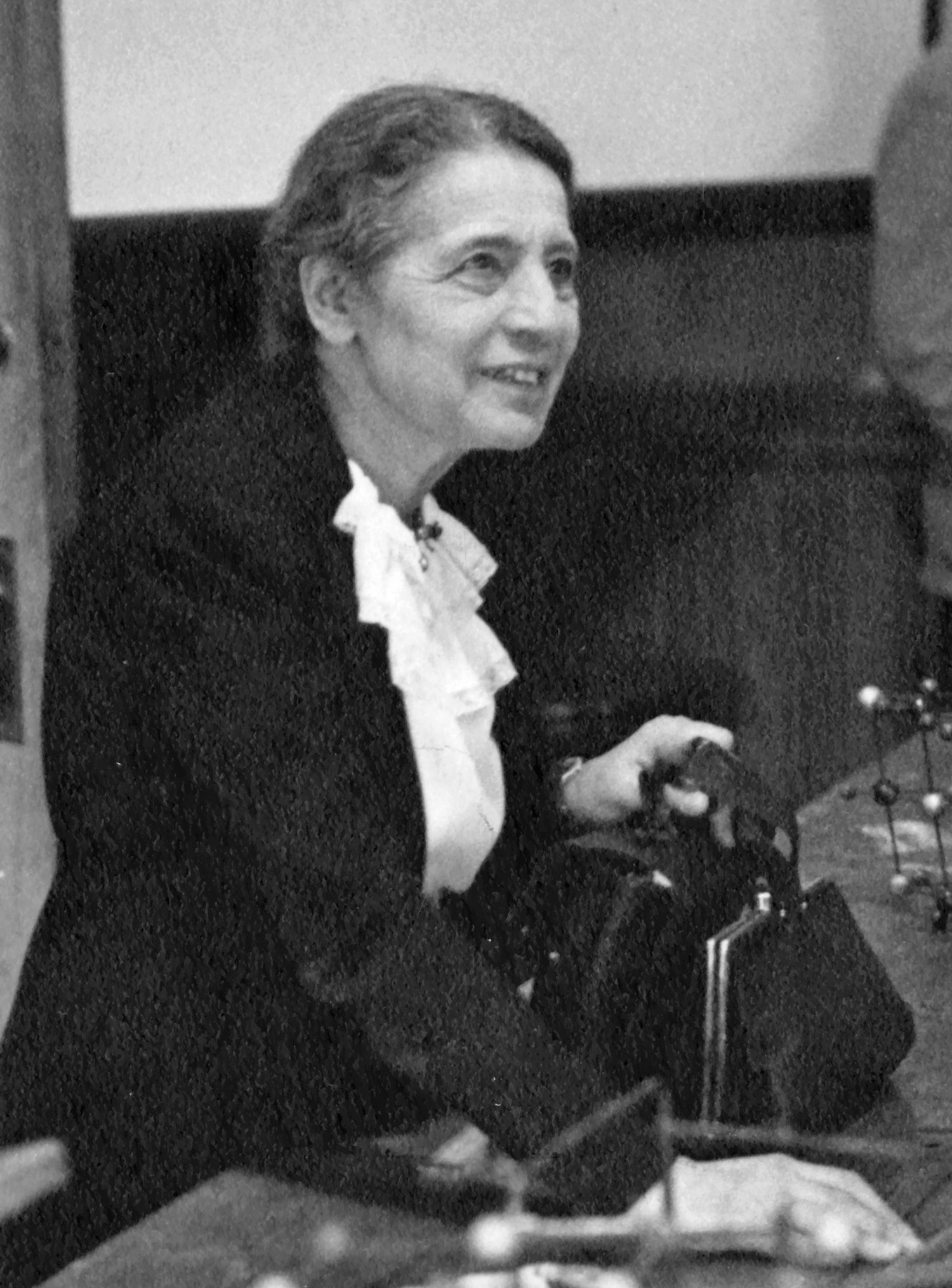
Física austríaca-sueca Lise Meitner

- 1932: Michiyo Tsujimura se tornou a primeira mulher japonesa a obter um doutorado em agricultura. Ela estudou na Universidade Imperial de Tóquio e sua tese de doutorado foi intitulada "Sobre os componentes químicos do chá verde".[163]
- 1933: A cientista húngara Elizabeth Rona recebeu o Prêmio Haitinger da Academia Austríaca de Ciências por seu método de extração de polônio.[164][165]
- 1933: A bacterióloga estadunidense Ruth Ella Moore se tornou a primeira mulher afro-americana a receber um doutorado em ciências naturais, completando seu doutorado em bacteriologia na Ohio State University.[166]
- 1935: A química francesa Irène Joliot-Curie recebeu o Prêmio Nobel de Química, juntamente com Frédéric Joliot-Curie "por sua síntese de novos elementos radioativos ".[167]
- 1935: A hibridista estadunidense Grace Sturtevant, a "Primeira Dama da Íris", recebeu a Medalha de Ouro da American Iris Society pelo trabalho de sua vida.[168]
- 1936: Edith Patch se tornou a primeira mulher presidente da Sociedade Entomológica da América.[169]
- 1936: A micologista Kathleen Maisey Curtis foi eleita a primeira mulher membro da Royal Society da Nova Zelândia .[149][170]
- 1936: A sismóloga e geofísica dinamarquesa Inge Lehmann descobriu que a Terra tem um núcleo interno sólido, distinto do seu núcleo externo derretido.[171]
- 1937: A patologista forense canadense Frances Gertrude McGill ajudou a Polícia Montada Real do Canadá a estabelecer seu primeiro laboratório de detecção forense.[172]
- 1937: Suzanne Comhaire-Sylvain tornou-se a primeira antropóloga haitiana e a primeira pessoa haitiana a concluir um PhD, recebendo seu doutorado na Universidade de Paris.[173][174][175]
- 1937: Marietta Blau e sua aluna Hertha Wambacher, ambas físicas da Áustria, receberam o Prêmio Lieben da Academia Austríaca de Ciências por seu trabalho em observações de raios cósmicos usando a técnica de emulsões nucleares.[176][177]
- 1938: Elizabeth Abimbola Awoliyi se tornou a primeira mulher a ser licenciada para praticar medicina na Nigéria depois de se formar na Universidade de Dublin e a primeira mulher médica da África Ocidental com uma licença da Royal Surgeon (Dublin).[178][179][180][181]
- 1938: A geóloga Alice Wilson tornou-se a primeira mulher nomeada como membro da Royal Society of Canada.[133]
- 1938: A naturalista sul-africana Marjorie Courtenay-Latimer descobriu um peixe celacanto vivo capturado perto do rio Chalumna. Acreditava-se que a espécie estivesse extinta há mais de 60 milhões de anos. Foi nomeado latimeria chalumnae em sua homenagem.[182]
- 1939: A física austríaca-sueca Lise Meitner, junto com Otto Hahn, liderou o pequeno grupo de cientistas que descobriram a fissão nuclear do urânio quando este absorveu um nêutron extra; os resultados foram publicados no início de 1939.[183][184]
- 1939: A física francesa Marguerite Perey descobriu o francium .[185]

### Década de 1940

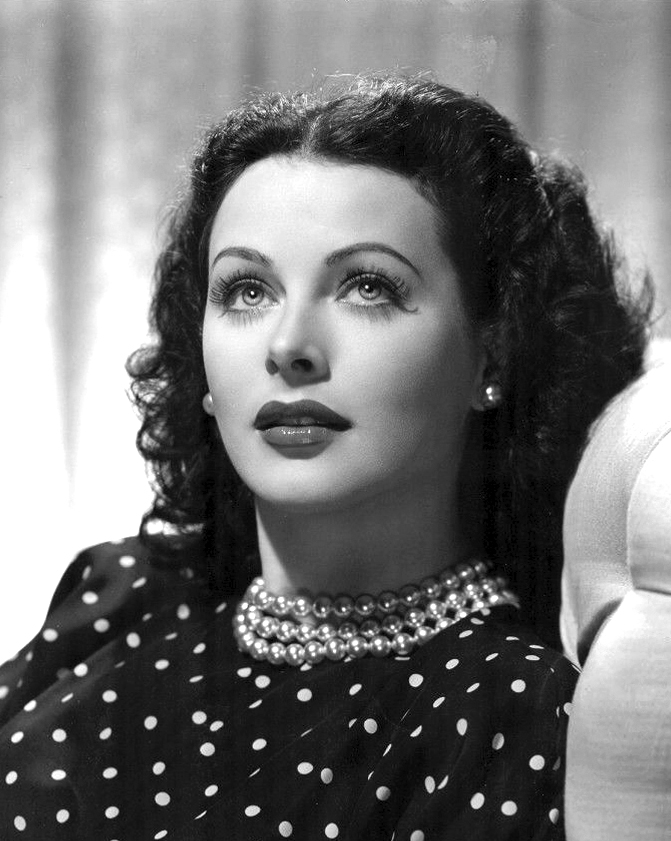
Atriz e inventora Hedy Lamarr

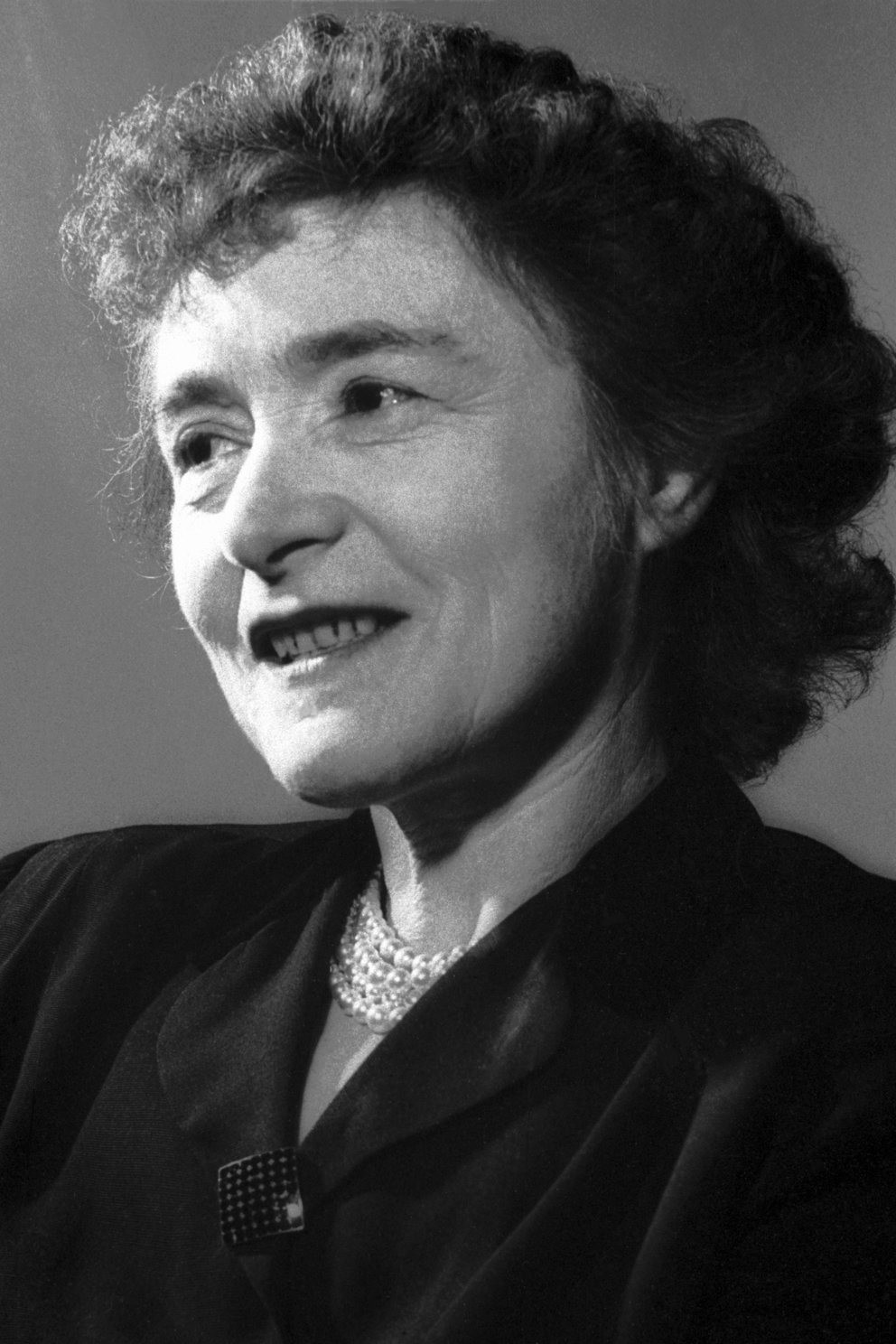
Bioquímica austríaca-estadunidense Gerty Cori

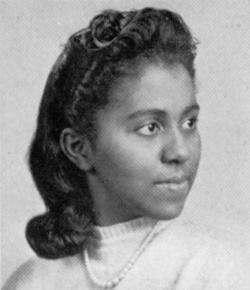
Bioquímica estadunidense Marie Maynard Daly

- 1940: A arqueóloga turca, sumerologista, assiriologista e escritora Muazzez İlmiye Çığ. Ao receber seu diploma em 1940, ela iniciou uma carreira de várias décadas no Museu do Antigo Oriente, uma das três instituições que compõem os Museus de Arqueologia de Istambul, como especialista residente no campo de tabuletas cuneiformes, milhares das quais estavam sendo armazenadas sem tradução e não classificadas nos arquivos da instalação. Nos anos seguintes, devido a seus esforços na decifração e publicação das tabuletas, o Museu se tornou um centro de aprendizado de idiomas do Oriente Médio, com a participação de pesquisadores de história antiga de todas as partes do mundo.[186]
- 1941: A cientista estadunidense Ruth Smith Lloyd se tornou a primeira mulher afro-americana a receber um PhD em anatomia.[187]
- 1942: A atriz e inventora estadunidense Hedy Lamarr e o compositor George Antheil desenvolveram um sistema de orientação por rádio para torpedos aliados que usavam tecnologia de espectro espalhado e salto de frequência para derrotar a ameaça de interferência das forças do Eixo. Embora a Marinha dos EUA não tenha adotado a tecnologia até a década de 1960, os princípios de seu trabalho foram incorporados à tecnologia Bluetooth e são semelhantes aos métodos usados nas versões herdadas do CDMA e Wi-Fi. Este trabalho levou à sua inserção no Hall da Fama dos Inventores Nacionais em 2014.
- 1942: A geóloga estadunidense Marguerite Williams se tornou a primeira mulher afro-americana a receber um doutorado em geologia nos Estados Unidos. Ela concluiu seu doutorado, intitulado A History of Erosion in the Anacostia Drainage Basin, na Catholic University.[188][189]
- 1942: A engenheira aeroespacial nativa estadunidense Mary Golda Ross se tornou empregada da Lockheed Aircraft Corporation, onde fornecia soluções para problemas em aeronaves militares. Ela passou a trabalhar para a NASA, desenvolvendo requerimentos operacionais, planos de voo e um Manual de Voo Planetário para missões espaciais, como o programa Apollo.[190]
- 1943: A geóloga britânica Eileen Guppy foi promovida ao posto de geóloga assistente, tornando-se assim, a primeira mulher graduada em geologia designada para a equipe científica do British Geological Survey.[191]
- 1944: A químico indiana Asima Chatterjee se tornou a primeira mulher indiana a receber um doutorado em ciências, completando seus estudos na Universidade de Calcutá . Ela estabeleceu o Departamento de Química no Lady Brabourne College.[192]
- 1945: As físicas e matemáticas americanas Frances Spence, Ruth Teitelbaum, Marlyn Meltzer, Betty Holberton, Jean Bartik e Kathleen Antonelli programaram o computador eletrônico de uso geral ENIAC, tornando-se uma das primeiras programadoras de computador do mundo.[193]
- 1947: A bioquímica austríaca-estadunidense Gerty Cori se tornou a primeira mulher a receber o Prêmio Nobel de Fisiologia ou Medicina, que recebeu junto com Carl Ferdinand Cori "por sua descoberta do curso da conversão catalítica do glicogênio " e Bernardo Alberto Houssay " pela descoberta do papel desempenhado pelo hormônio do lobo pituitário anterior no metabolismo do açúcar ".[194][195][196]
- 1947: A bioquímica estadunidense Marie Maynard Daly se tornou a primeira mulher afro-americana a concluir um doutorado em química nos Estados Unidos. Ela concluiu sua dissertação, intitulada "Um estudo dos produtos formados pela ação da amilase pancreática no amido de milho" na Universidade de Columbia .[197]
- 1947: Berta Karlik, uma física austríaca, recebeu o Prêmio Haitinger da Academia Austríaca de Ciências por sua descoberta do ástato.[198]
- 1947: Susan Ofori-Atta tornou-se a primeira mulher ganense a se formar em medicina, quando se formou na Universidade de Edimburgo.[161][162]
- 1948: A patologista de plantas e micologista canadense Margaret Newton se tornou a primeira mulher a receber a Medalha Flavelle da Royal Society do Canadá, em reconhecimento à sua extensa pesquisa em doenças fúngicas da ferrugem nas folhas do trigo. Suas experiências levaram ao desenvolvimento de cepas de trigo resistentes à ferrugem.[199]
- 1949: Botânica Valida Tutayug se tornou a primeira mulher do Azerbaijão a receber um doutorado em estudos biológicos. Ela escreveu os primeiros livros nacionais em língua azerbaijana sobre botânica e biologia.[200]

## Segunda metade do século XX

### Década de 1950

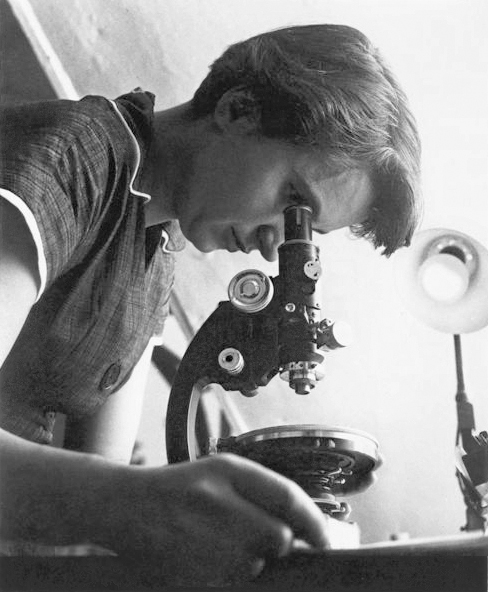
Química britânica Rosalind Franklin

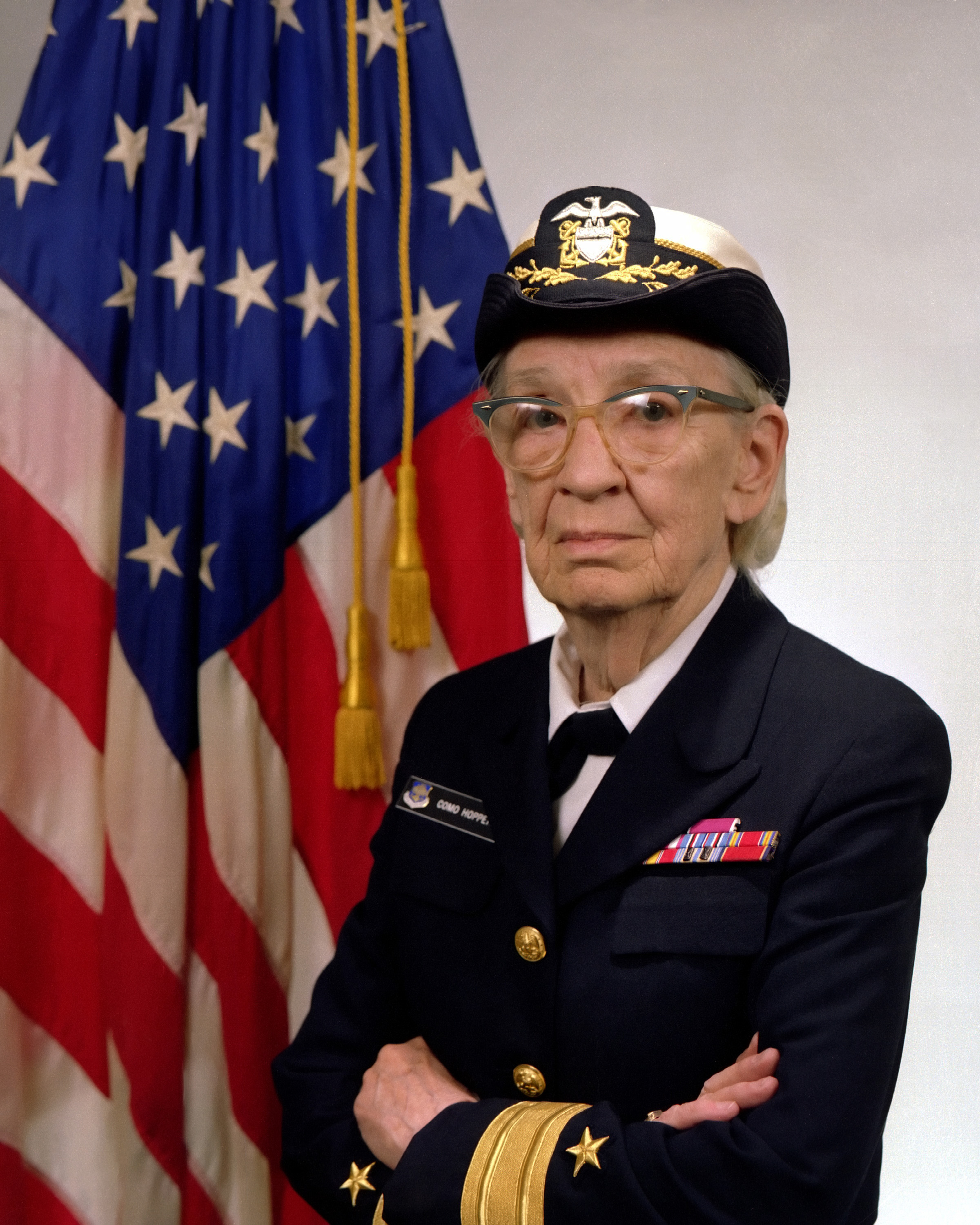
Cientista da computação estadunidense Grace Hopper

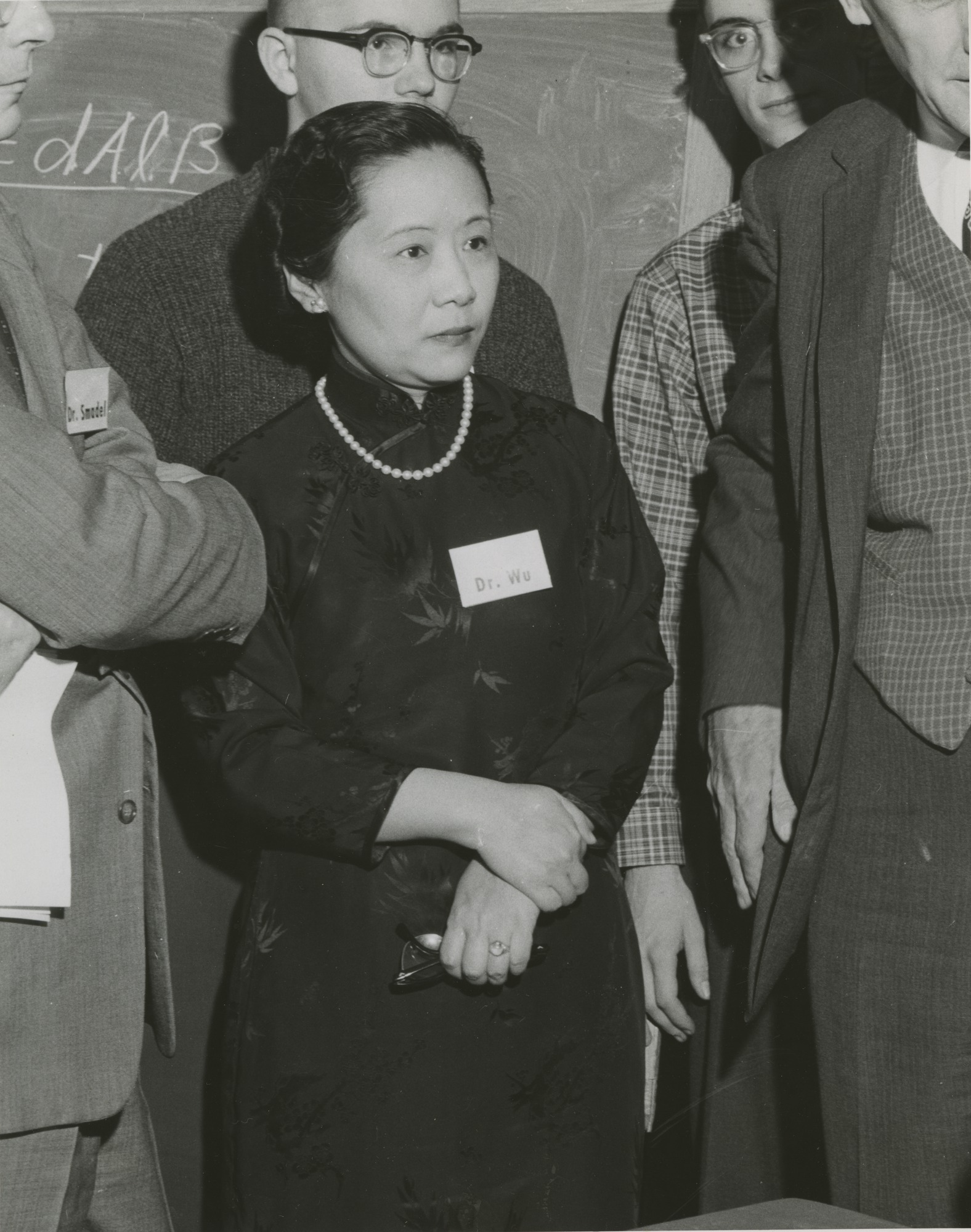
Física chinesa-estadunidense Chien-Shiung Wu

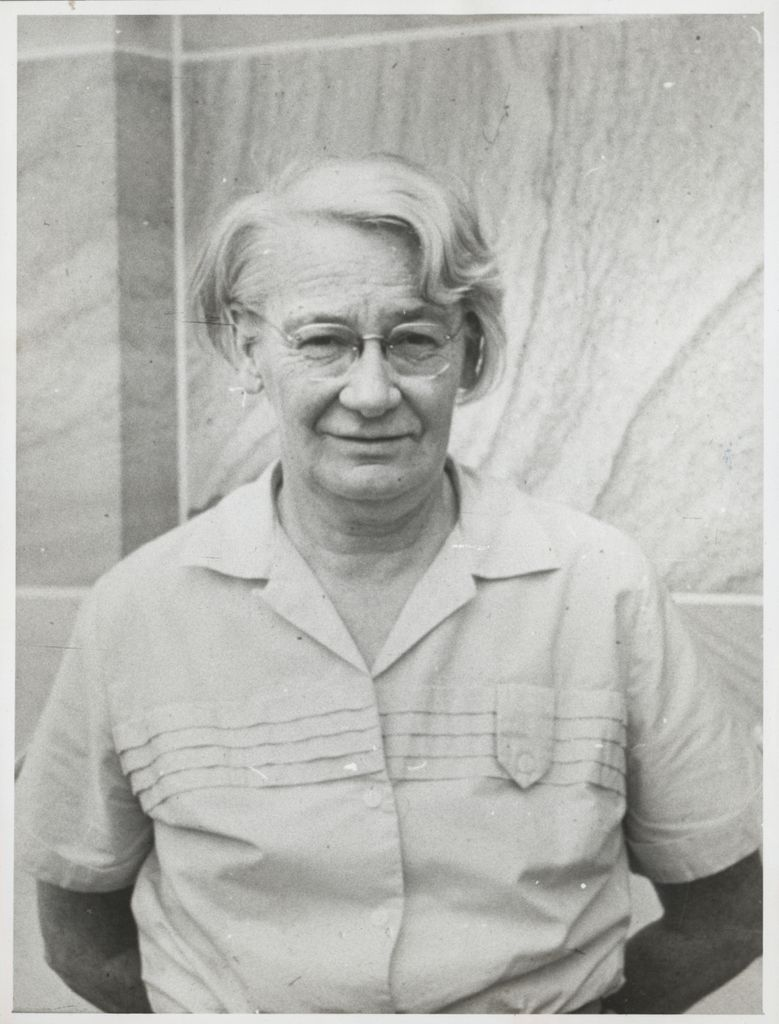
Geóloga australiana Dorothy Hill

- 1950: A cientista médica chinesa-estadunidense Tsai-Fan Yu co-fundou uma clínica no Mount Sinai Medical Center para o estudo e tratamento da gota. Trabalhando com Alexander B. Gutman, Yu estabeleceu que os níveis de ácido úrico eram um fator na dor sentida pelos pacientes com gota e, posteriormente, desenvolveu vários medicamentos eficazes para o tratamento da doença.[201]
- 1950: A ganense Matilda J. Clerk tornou-se a primeira mulher de Gana e da África Ocidental a frequentar a pós-graduação, obtendo um diploma de pós-graduação na London School of Hygiene & Tropical Medicine .[161][162]
- 1950: Isabella Abbott se tornou a primeira mulher nativa havaiana a receber um PhD em qualquer ciência; o dela foi em botânica.[202][203]
- 1950: A microbiologista estadunidense Esther Lederberg se tornou a primeira a isolar o bacteriófago lambda, um vírus de DNA, da Escherichia coli K-12.[204]
- 1951: Esther Afua Ocloo, de Gana, tornou-se a primeira pessoa de ascendência africana a obter um diploma de culinária no Good Housekeeping Institute em Londres e a fazer o curso de pós-graduação em Preservação de Alimentos na Long Ashton Research Station, Departamento de Horticultura, Universidade de Bristol.[205][206][207]
- 1952: A cientista da computação estadunidense Grace Hopper concluiu o que é considerado o primeiro compilador, um programa que permite que um usuário de computador use palavras em inglês em vez de números. Era conhecido como o compilador A-0.[208]
- 1952: A fotografia 51, uma imagem de difração de raios X do DNA cristalizado, foi tirada por Raymond Gosling em maio de 1952, trabalhando como estudante de doutorado sob a supervisão da química e biofísica britânica Rosalind Franklin;[209][210][211][212] foram evidências críticas[213] na identificação da estrutura do DNA.[214]
- 1952: A cientista agrária canadense Mary MacArthur tornou-se a primeira mulher membro do Instituto Agrícola do Canadá por suas contribuições à ciência da desidratação e congelamento de alimentos.[215][216]
- 1953: O radiobiologista canadense-britânica Alma Howard foi co-autora de um artigo propondo que a vida celular transita por quatro períodos distintos. Este se tornou o primeiro conceito do ciclo celular .[217]
- 1954: Lucy Cranwell foi a primeira mulher a receber a medalha Hector da Royal Society da Nova Zelândia . Ela foi reconhecida por seu trabalho pioneiro com pólen no campo emergente da palinologia .[218]
- 1955: Moira Dunbar se tornou a primeira glaciologista feminina a estudar o gelo marinho de um navio quebra - gelo canadense.[219][220][221]
- 1955: A geoquímica japonesa Katsuko Saruhashi publicou sua pesquisa sobre a medição dos níveis de ácido carbônico na água do mar. O artigo incluiu a "Tabela de Saruhashi", uma ferramenta de medição que ela havia desenvolvido focada no uso da temperatura da água, nível de pH e clorinidade para determinar os níveis de ácido carbônico. Seu trabalho contribuiu para a compreensão global das mudanças climáticas, e a Tabela de Saruhashi foi usada pelos oceanógrafos pelos próximos 30 anos.[222]
- 1955 - 1956: A bióloga marinha soviética Maria Klenova se tornou a primeira cientista a trabalhar na Antártida, realizando pesquisas e auxiliando no estabelecimento da estação antártica Mirny.[223]
- 1956: A física chinesa-estadunidense Chien-Shiung Wu conduziu um experimento de física nuclear em colaboração com o Grupo de Baixa Temperatura do Bureau Nacional de Padrões dos EUA.[224] O experimento, que ficou conhecido como experimento de Wu, mostrou que a paridade poderia ser violada em uma interação fraca.[225]
- 1956: Dorothy Hill se tornou a primeira mulher australiana eleita membro da Academia Australiana de Ciências .[226]
- 1956: A zoóloga e geneticista inglesa Margaret Bastock publicou a primeira evidência de que um único gene poderia mudar o comportamento.[227]
- 1957 - 1958: A cientista chinesa Lanying Lin produziu os primeiros monocristalinos de germânio e silício da China, sendo pioneira em novas técnicas no desenvolvimento de semicondutores .[228]
- 1959: A astrônoma chinesa Ye Shuhua liderou o desenvolvimento do Joint Chinese Universal Time System, que se tornou o padrão nacional chinês para medir o tempo universal .[229]
- 1959: Susan Ofori-Atta, a primeira médica ganense, tornou-se membro fundador da Academia de Artes e Ciências de Gana .[230][231]

### Década de 1960

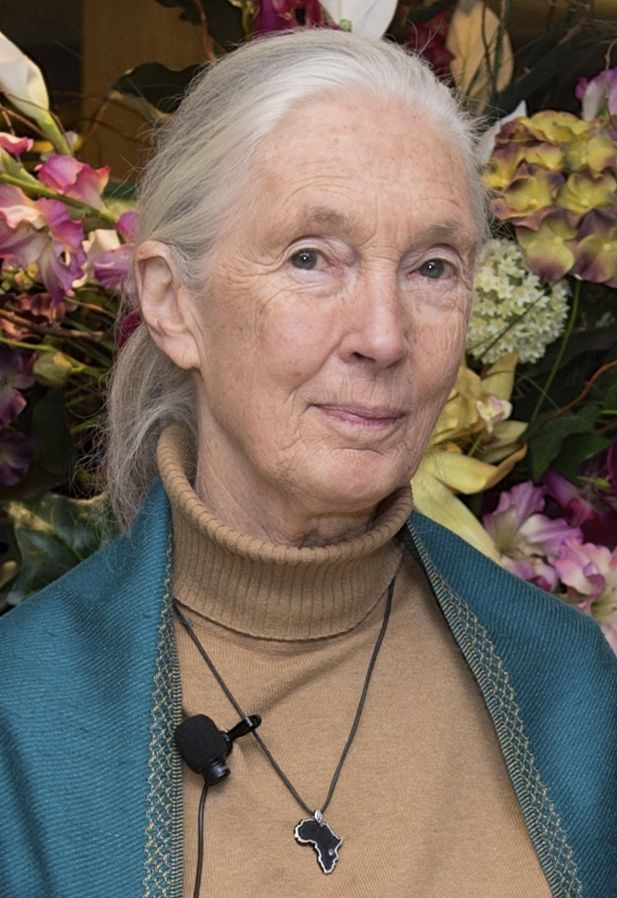
Primatologista britânica Jane Goodall

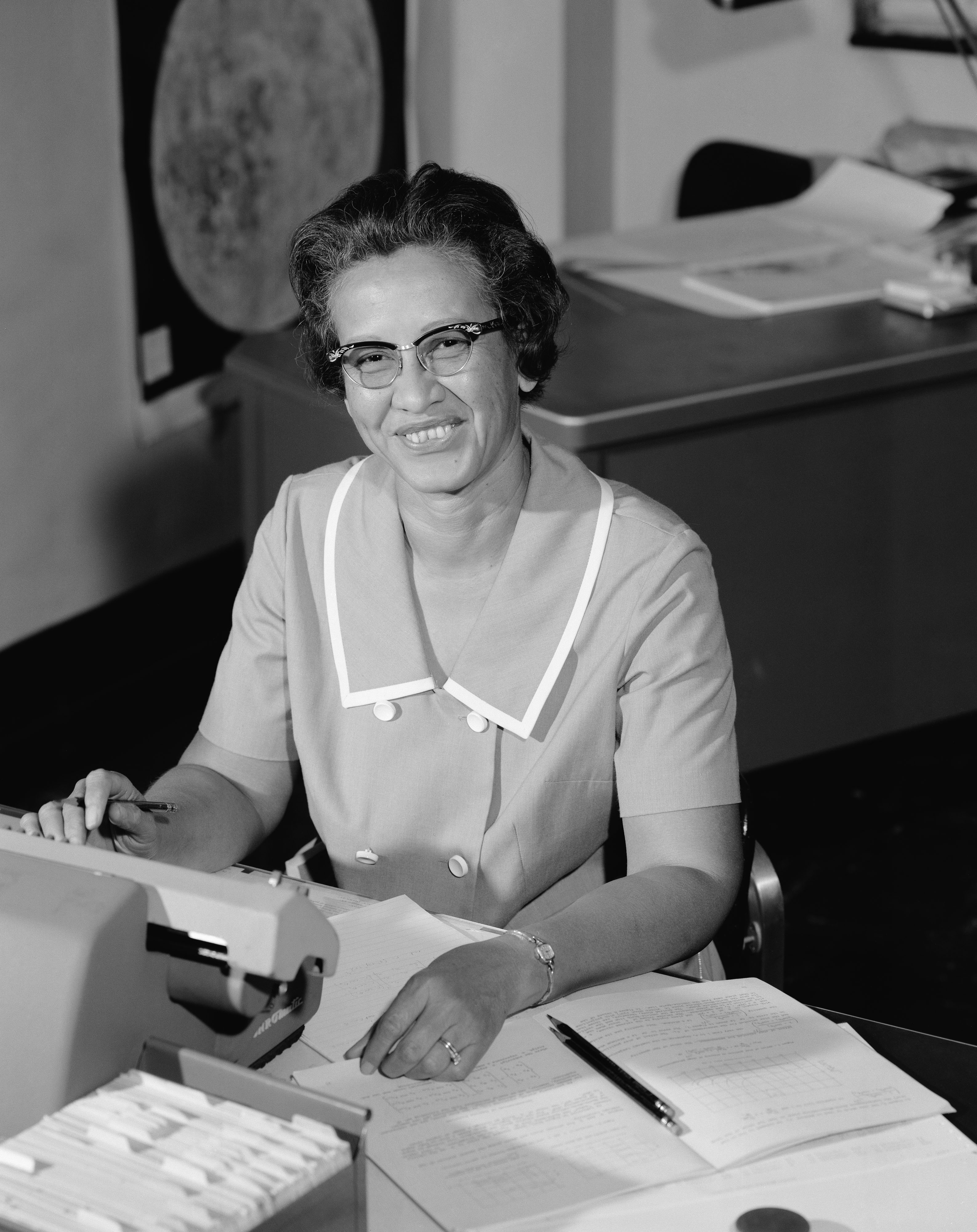
Cientista estadunidense da NASA Katherine Johnson

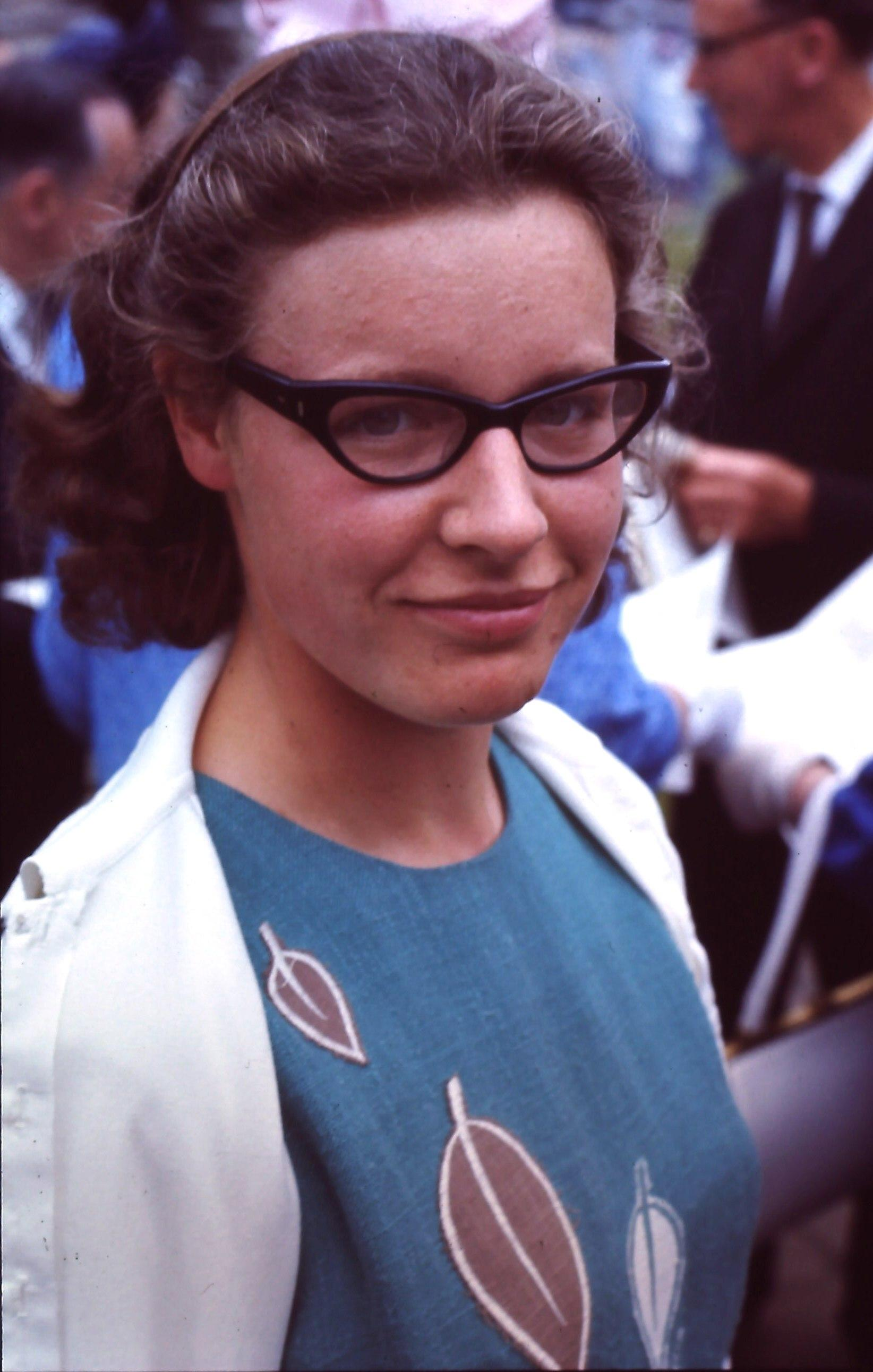
Astrofísica britânica Jocelyn Bell Burnell

- 1960: a primatologista britânica Jane Goodall começou a estudar chimpanzés na Tanzânia; seu estudo sobre eles continuou por mais de 50 anos. Suas observações desafiaram as idéias anteriores de que apenas os humanos faziam ferramentas e que os chimpanzés tinham uma dieta basicamente vegetariana.[232][233]
- 1960: A física médica estadunidense Rosalyn Yalow recebeu o Prêmio Nobel de Fisiologia ou Medicina "pelo desenvolvimento de radioimunoensaios de hormônios peptídicos", juntamente com Roger Guillemin e Andrew V. Schally, que o receberam "por suas descobertas sobre a produção de hormônios peptídicos no cérebro".[234]
- No início dos anos 1960: a especialista em metalúrgia germano-canadense Ursula Franklin estudou os níveis de isótopo radioativo estrôncio-90 que apareciam nos dentes das crianças como um efeito colateral da precipitação de partículas radioativas dos testes de armas nucleares. Sua pesquisa influenciou o Tratado de Proibição Parcial de Testes Nucleares de 1963.[235]
- Década de 1960: a matemática americana Katherine Johnson calculou rotas de voo na NASA para voos espaciais tripulados.[236]
- 1961: A química indiana Asima Chatterjee se tornou a primeira mulher a receber um Prêmio Shanti Swarup Bhatnagar. Ela foi reconhecida na categoria Ciências Químicas por suas contribuições à fitomedicina.[237]
- 1962: A botânica sul-africana Margaret Levyns se tornou a primeira mulher presidente da Royal Society of South Africa.[238]
- 1962: A física francesa Marguerite Perey tornou-se a primeira mulher eleita para a Académie des Sciences.[239]
- 1963: Elsa G. Vilmundardóttir se tornou a primeira geóloga islandesa, completando seus estudos na Universidade de Estocolmo.[240]
- 1963: Maria Goeppert Mayer se tornou a primeira mulher estadunidense a receber o Prêmio Nobel de Física; ela compartilhou o prêmio com J. Hans D. Jensen "por suas descobertas sobre a estrutura nuclear de camadas " e Eugene Paul Wigner "por suas contribuições à teoria do núcleo atômico e das partículas elementares, particularmente através da descoberta e aplicação de princípios de simetria fundamentais".[241][242][243]
- 1964: A matemática estadunidense Irene Stegun concluiu o trabalho que levou à publicação do Handbook of Mathematics Functions, um trabalho de referência amplamente utilizado e amplamente citado em matemática aplicada.
- 1964: A química britânica Dorothy Crowfoot Hodgkin recebeu o Prêmio Nobel de Química "por seus estudos com técnicas de raios-X das estruturas de importantes substâncias bioquímicas".[244]
- 1965: A irmã Mary Kenneth Keller se tornou a primeira mulher estadunidense a receber um PhD em Ciência da Computação.[245] Sua tese foi intitulada "Inferência Indutiva em Padrões Gerados por Computador".[246]
- 1966: A imunologista japonesa Teruko Ishizaka, trabalhando com Kimishige Ishizaka, descobriu a classe de anticorpos Imunoglobulina E (IgE).[247]
- 1967: A astrofísica britânica Jocelyn Bell Burnell co-descobriu os primeiros pulsares de rádio.[248]
- 1967: Sue Arnold se tornou a primeira mulher do British Geological Survey a ir para o mar em um navio de pesquisa.[191]
- 1967: A radiobiologista sul-africana Tikvah Alper descobriu que o tremor epizoótico, uma doença cerebral infecciosa que afeta ovelhas, não se espalhou via DNA ou RNA, como uma doença viral ou bacteriana. A descoberta permitiu que os cientistas entendessem melhor as doenças causadas por príons.[249][250]
- 1967: Yvonne Brill, engenheira canadense-estadunidense de foguetes e propulsores a jato (na verdade uma "cientista de foguetes "), inventou o sistema de propulsão hidrazina resistojet.
- 1969: Beris Cox tornou-se a primeira paleontóloga feminina no British Geological Survey.
- 1969: A astrônoma ucraniana Svetlana Gerasimenko co-descobriu o cometa 67P / Churyumov – Gerasimenko .[251]

### Década de 1970
- 1970: Dorothy Hill tornou-se a primeira mulher presidente da Academia Australiana de Ciências.[226]
- 1970: Samira Islam se tornou a primeira pessoa da Arábia Saudita a obter um PhD em farmacologia .[252]
- 1970: A astrônoma Vera Rubin publicou a primeira evidência de matéria escura.[253]
- 1971: Audrey Jackson se tornou a primeira mulher geóloga de campo no British Geological Survey.[191]
- 1972: A imunologista indiana-estadunidense Flossie Cohen é co-autora do primeiro estudo que demonstra uma base bioquímica para doenças primárias de imunodeficiência.[254]
- 1973: A física estadunidense Anna Coble se tornou a primeira mulher afro-americana a receber um PhD em biofísica, completando sua dissertação na Universidade de Illinois.[255]
- 1974: A bióloga marinha dominicana Idelisa Bonnelly fundou a Academia de Ciências da República Dominicana.[256]
- 1975: A química indiana Asima Chatterjee foi eleita presidente geral da Indian Science Congress Association. Ao mesmo tempo, ela se tornou a primeira mulher cientista a se eleger como membro do congresso.[257]
- 1975: A geneticista indiana Archana Sharma recebeu o Prêmio Shanti Swarup Bhatnagar, a primeira mulher receptora na categoria Ciências Biológicas.[258][259]
- 1975: As oficiais do Serviço Geológico Britânico não tinham mais que deixar o posto após se casarem.
- 1975: Chien-Shiung Wu se tornou a primeira mulher presidente da American Physical Society.[260]
- 1976: A microbiologista filipina-estadunidense Roseli Ocampo-Friedmann viajou para a Antártida com Imre Friedmann e descobriu microrganismos que viviam dentro da rocha porosa do deserto de Ross. Esses organismos - criptoendólitos - foram observados sobrevivendo a temperaturas e umidade extremamente baixas, auxiliando a pesquisa científica sobre a possibilidade de vida em Marte.[261]
- 1976: Margaret Burbidge foi nomeada a primeira mulher presidente da Sociedade Astronômica Americana.[262][263]
- 1977: Foi fundada a Associação para as Mulheres Geocientistas.[264]
- 1977: A cientista argentina-canadense Veronica Dahl se tornou uma das primeiras mulheres a obter um doutorado em inteligência artificial.[265]
- 1977: A canadense-estadunidense Elizabeth Stern publicou sua pesquisa sobre a ligação entre as pílulas anticoncepcionais - que continham altos níveis de estrogênio na época - e o aumento do risco de desenvolvimento de câncer cervical em mulheres. Seus dados ajudaram a pressionar a indústria farmacêutica a fornecer pílulas contraceptivas mais seguras com doses mais baixas de hormônios.[266]
- 1978: Anna Jane Harrison se tornou a primeira mulher presidente da American Chemical Society.[267]
- 1978: Mildred Cohn foi a primeira mulher presidente da Sociedade Americana de Bioquímica e Biologia Molecular, então chamada Sociedade Americana de Químicos Biológicos.[268][269][270]

### Década de 1980

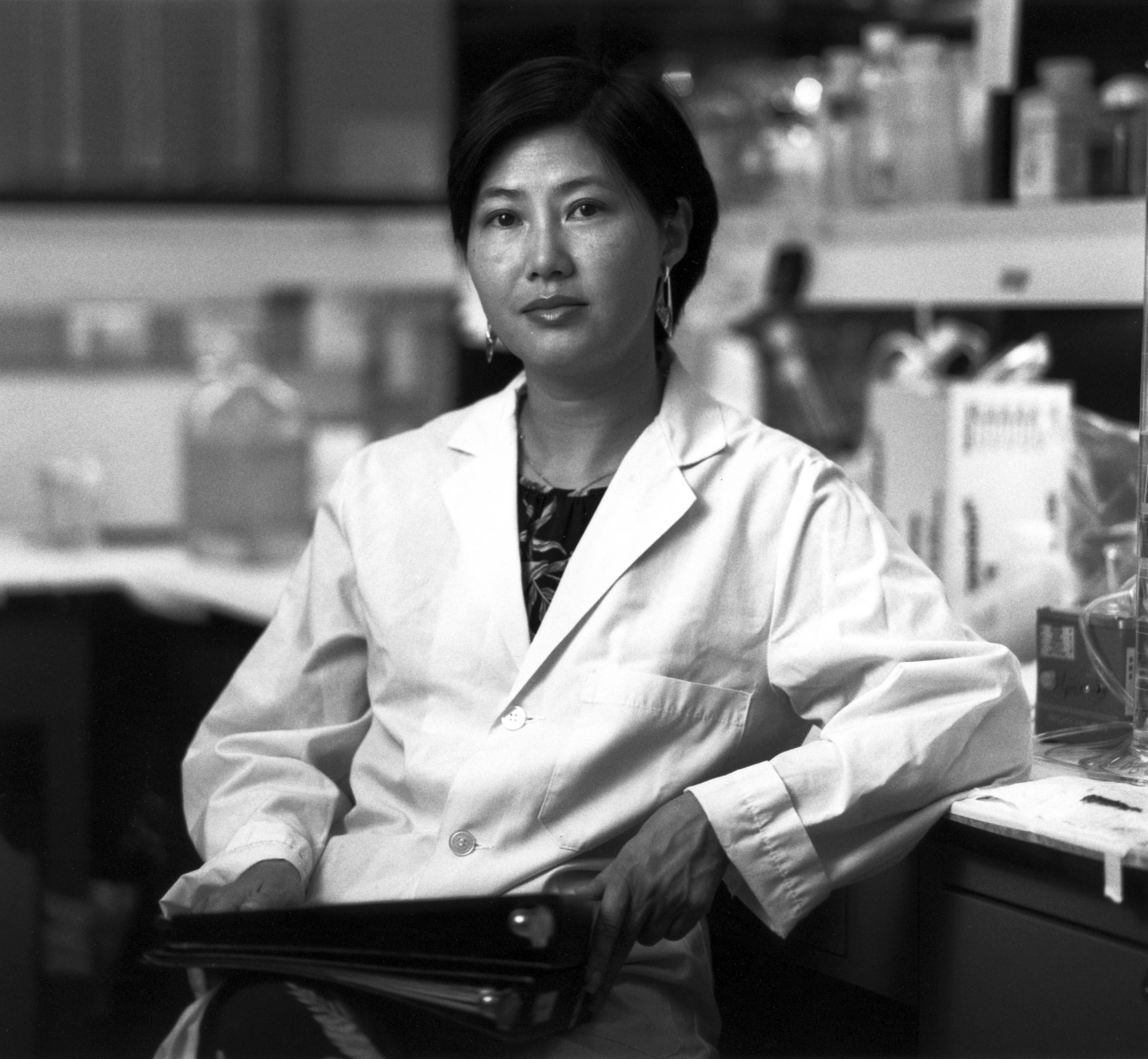
Virologista chinesa-estadunidense Flossie Wong-Staal

- 1980: A geoquímica japonesa Katsuko Saruhashi se tornou a primeira mulher eleita para o Conselho de Ciência do Japão.[271]
- 1980: A geofísica nigeriana Deborah Ajakaiye se tornou a primeira mulher em qualquer país da África Ocidental a ser nomeada professora titular de física.[272][273] Ao longo de sua carreira científica, ela se tornou a primeira mulher eleita membro da Academia de Ciências da Nigéria e a primeira reitora de ciências da Nigéria.[274]
- 1983: A citogeneticista estadunidense Barbara McClintock recebeu o Prêmio Nobel de Fisiologia ou Medicina por sua descoberta da transposição genética; ela foi a primeira mulher a receber esse prêmio sem compartilhá-lo, e a primeira mulher americana a receber qualquer prêmio Nobel não compartilhado.[275][276][277][278][279]
- 1983: A agrônoma brasileira Johanna Döbereiner tornou-se membro fundadora da Academia Mundial de Ciências.[280]
- 1983: A imunologista indiana Indira Nath se tornou a primeira mulher cientista a receber o Prêmio Shanti Swaroop Bhatnagar na categoria Ciências Médicas.[281][259]
- 1983: A geóloga Sudipta Sengupta e a bióloga marinha Aditi Pant se tornaram as primeiras mulheres indianas a visitar a Antártida.[282]
- 1985: Após identificar o HIV como a causa da AIDS, a virologista chinesa-estadunidense Flossie Wong-Staal se tornou a primeira pessoa a clonar e mapear geneticamente o vírus HIV, possibilitando o desenvolvimento dos primeiros testes de rastreamento do sangue.[283]
- 1986: A neurologista italiana Rita Levi-Montalcini recebeu o Prêmio Nobel de Fisiologia ou Medicina, compartilhado com Stanley Cohen, "por suas descobertas de fatores de crescimento".[284]
- 1986: A arqueóloga brasileira Niede Guidon publicou o primeiro registro de ocupação humana na Serra da Capivara, no Piauí, com evidências de culturas caçadoras-coletoras paleoamericanas[285]; ela também participou da descoberta de mais de 700 sítios arqueológicos pré-históricos na região [286]
- 1988: A bioquímica e farmacologista estadunidense Gertrude B. Elion recebeu o Prêmio Nobel de Fisiologia ou Medicina, juntamente com James W. Black e George H. Hitchings "por suas descobertas de princípios importantes para desenvolvimento de fármacos".[287]
- 1988: A cientista e inventora estadunidense Patricia Bath (nascida em 1942) tornou-se a primeira afro-americana a patentear um dispositivo médico, especificamente o Laserphaco Probe, para melhorar o uso de lasers para remover cataratas.[288]

### Década de 1990

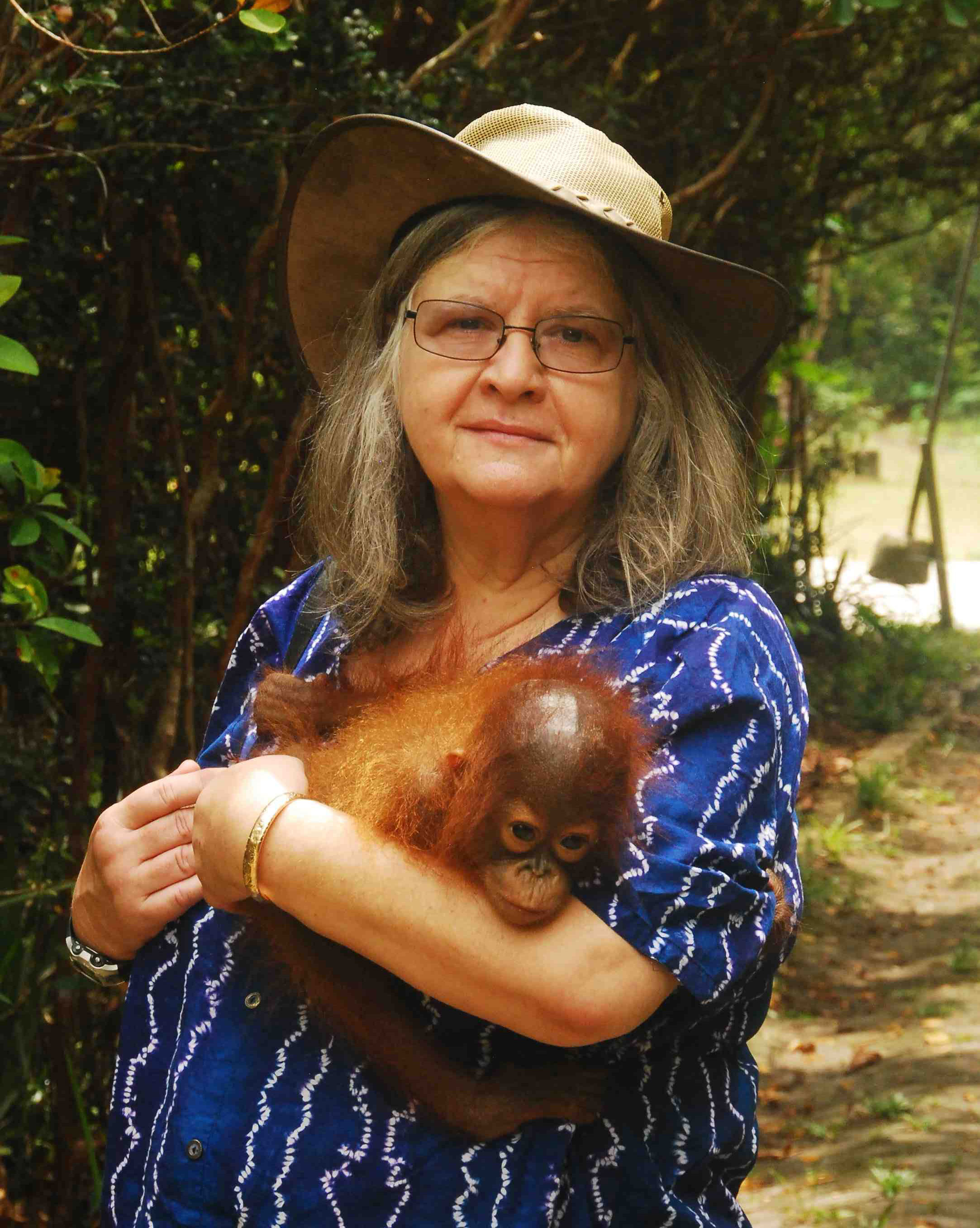
Primatologista lituana-canadense Birutė Galdikas

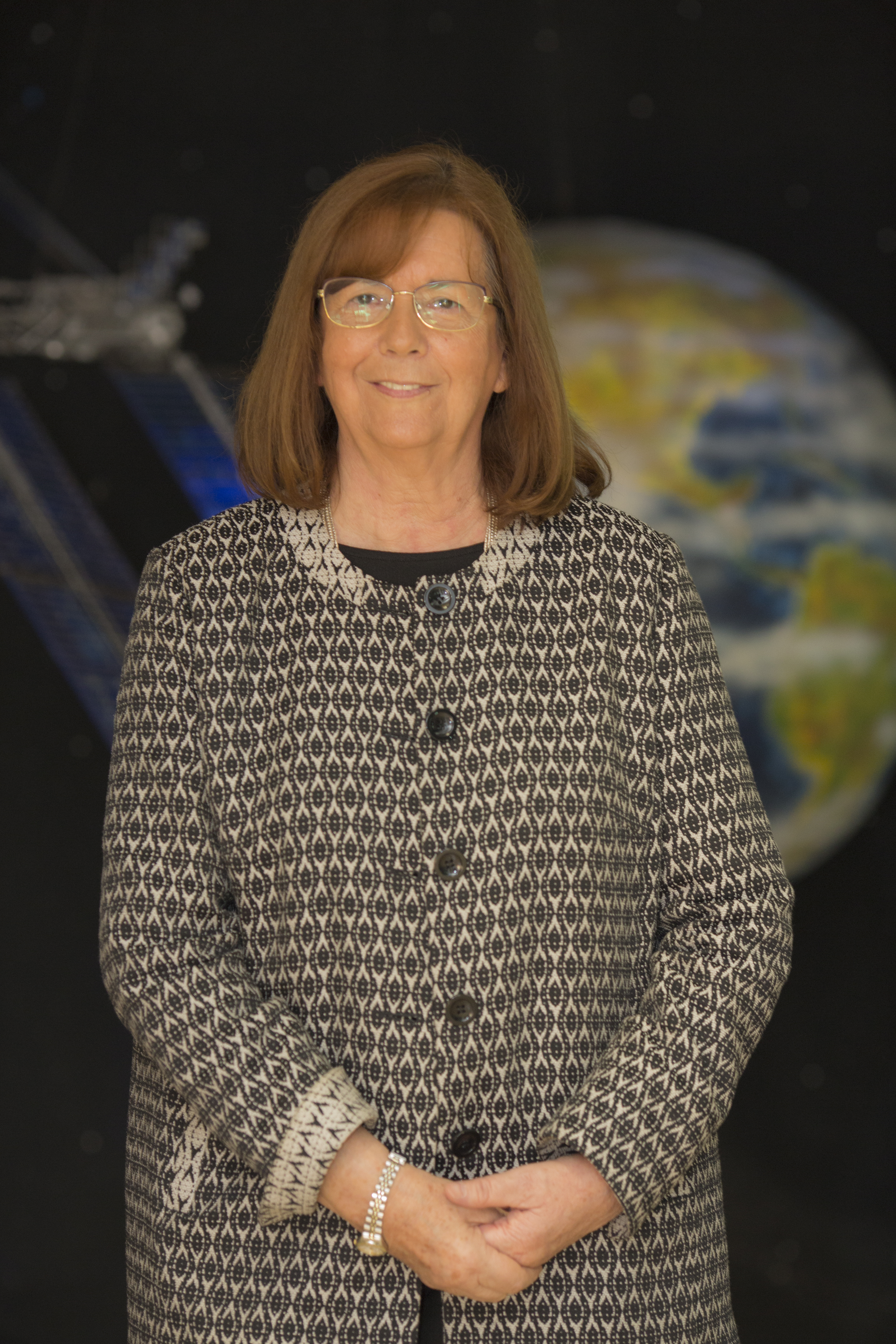
Astrônoma chilena María Teresa Ruiz

- 1991: Doris Malkin Curtis tornou-se a primeira mulher presidente da Sociedade Geológica da América.[289]
- 1991: A geóloga indiana Sudipta Sengupta se tornou a primeira mulher cientista a receber o Prêmio Shanti Swaroop Bhatnagar na categoria Ciências da Terra.[290][259]
- 1992: Edith M. Flanigen se tornou a primeira mulher a receber a Medalha Perkin (amplamente considerada a maior honra da química industrial americana) por suas realizações notáveis em química aplicada.[291][292] A medalha reconheceu especialmente suas sínteses de peneiras moleculares de aluminofosfato e silicoaluminofosfato como novas classes de materiais.
- 1995: A bióloga alemã Christiane Nüsslein-Volhard recebeu o Prêmio Nobel de Fisiologia ou Medicina, compartilhado com Edward B. Lewis e Eric F. Wieschaus, "por suas descobertas sobre o controle genético do desenvolvimento embrionário inicial".[293]
- 1995: A geomorfóloga britânica Marjorie Sweeting publicou o primeiro relato abrangente e ocidental do carste da China, intitulado Karst in China: sua Geomorfologia e Meio Ambiente.[294][295]
- 1995: A bióloga matemática israelense-canadense Leah Keshet se tornou a primeira mulher presidente daSociedade de Biologia Matemática internacional.[296]
- 1995: Jane Plant se tornou a primeira diretora adjunta do British Geological Survey.[191]
- 1995: Inspetores da Comissão Especial das Nações Unidas descobriram que a microbiologista iraquiana Rihab Taha, apelidada de "Dr. Germ", supervisionou um programa secreto de desenvolvimento de armas biológicas no Iraque por 10 anos.[297][298]
- 1996: A cientista planetária estadunidense Margaret G. Kivelson liderou uma equipe que descobriu o primeiro oceano subterrâneo de água salgada em um mundo alienígena, na lua joviana Europa.[299][300]
- 1997: A primatologista lituana-canadense Birutė Galdikas recebeu o Prêmio Tyler de Conquista Ambiental por seu trabalho de pesquisa e reabilitação com orangotangos. Seu trabalho com orangotangos, que se estendeu por mais de 30 anos, foi posteriormente reconhecido em 2014 como um dos mais longos estudos científicos contínuos de animais selvagens da história.[301]
- 1997: A astrônoma chilena María Teresa Ruiz descobriu o Kelu 1, uma das primeiras anãs marrons observadas. Em reconhecimento à sua descoberta, ela se tornou a primeira mulher a receber o Prêmio Nacional de Ciências Exatas do Chile.[302][303]
- Final dos anos 90: a química etíope-estadunidense Sossina M. Haile desenvolveu a primeira célula a combustível de ácido sólido .[304][305]

## Século XXI

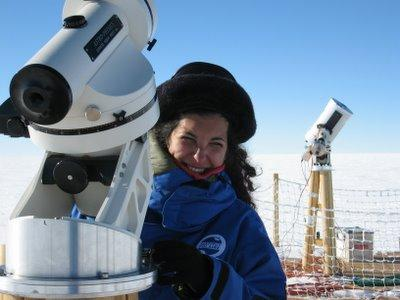
Astrônoma marroquina Merieme Chadid

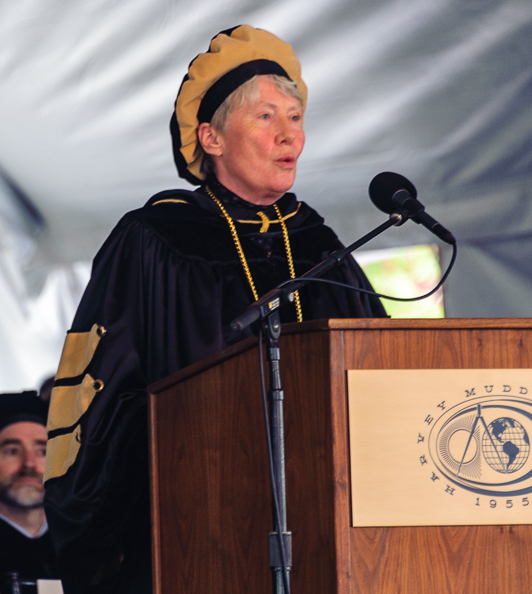
Cientista da computação canadense-estadunidense Maria Klawe

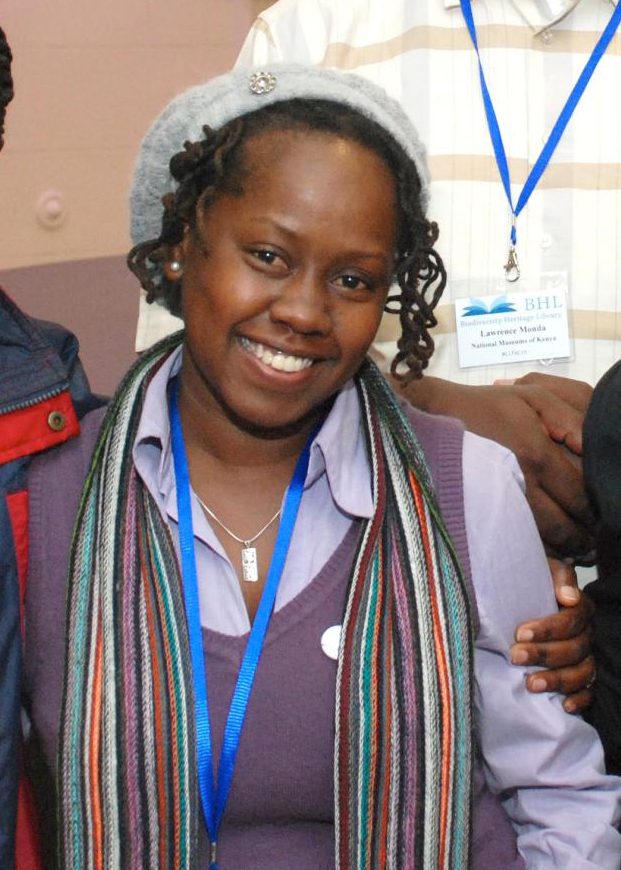
Ictiologista queniana Dorothy Wanja Nyingi

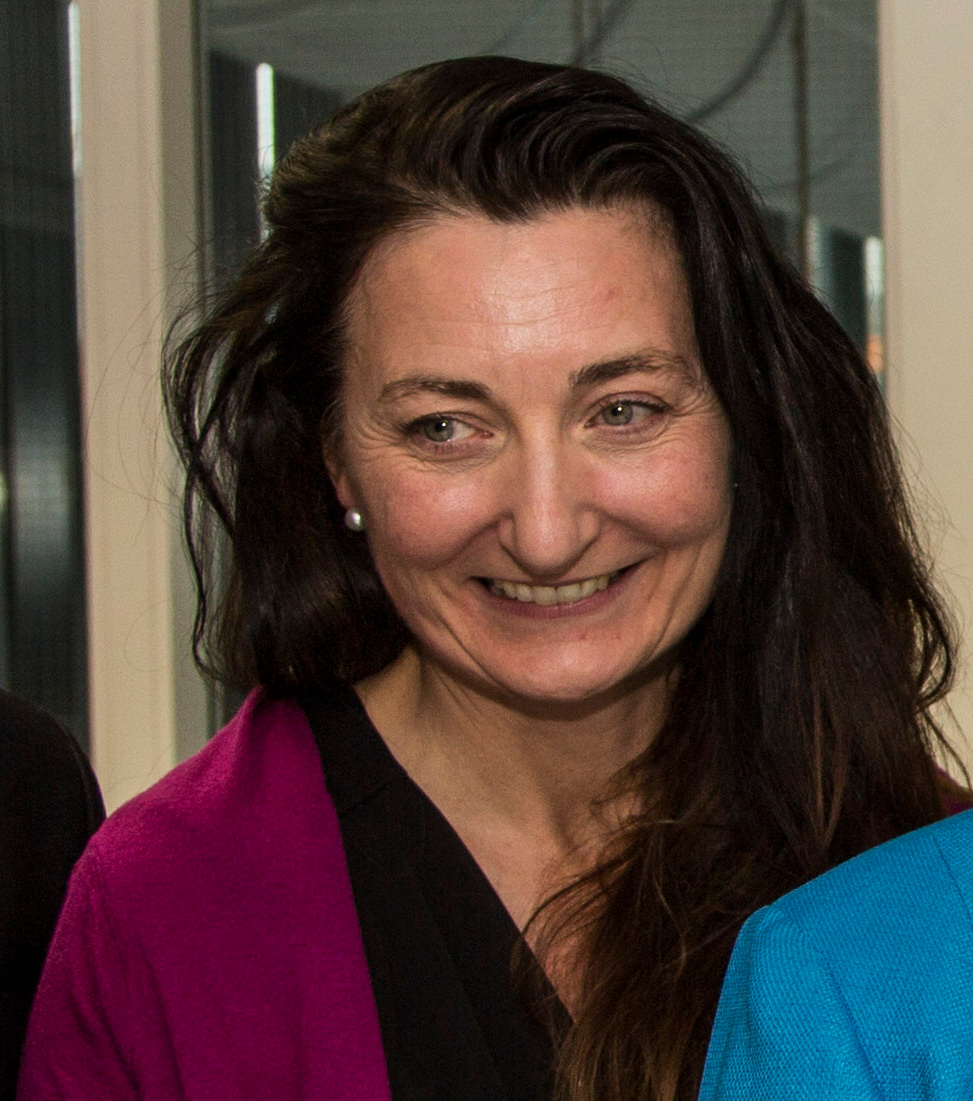
Neurocientista norueguesa May-Britt Moser

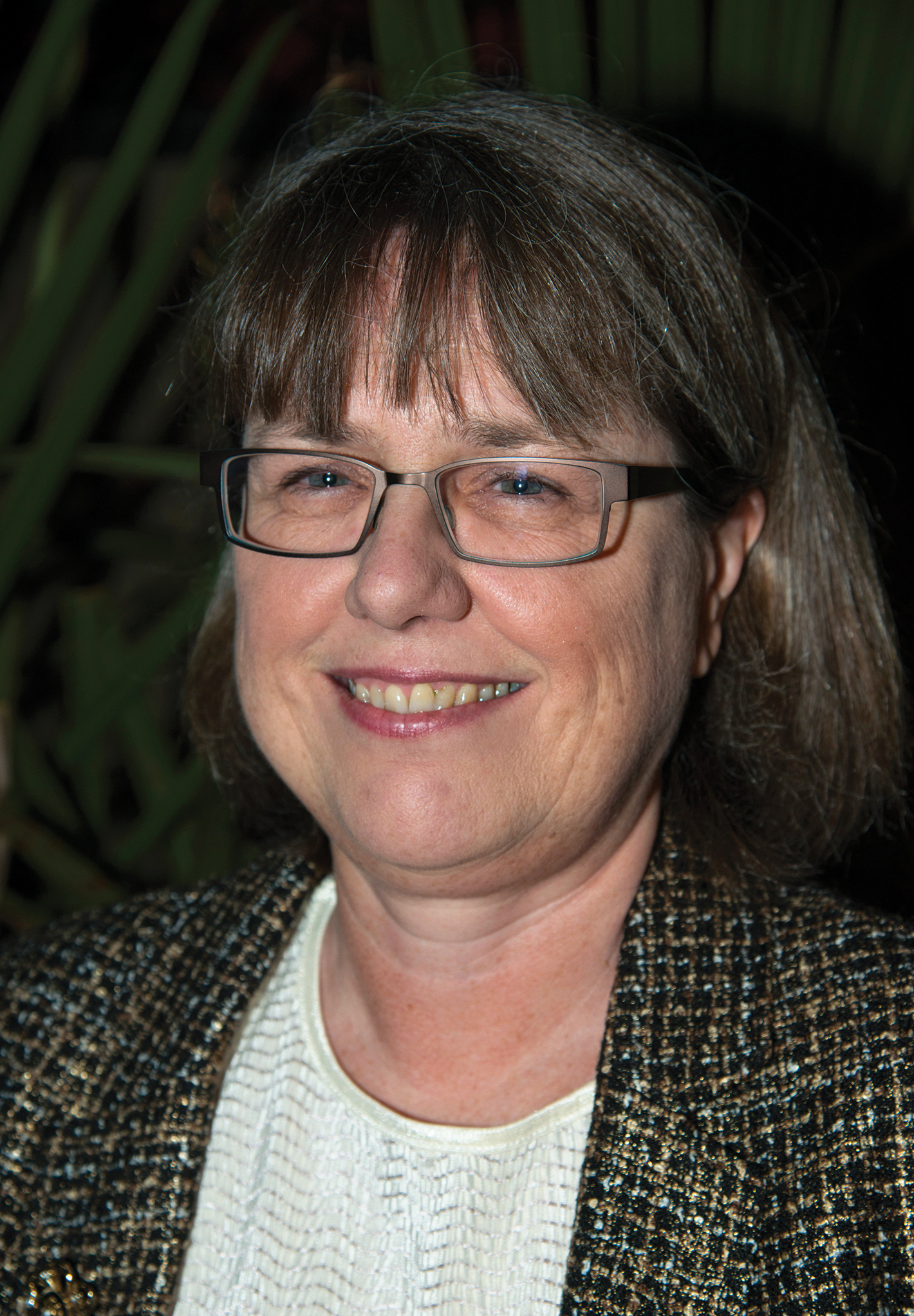
Física canadense Donna Strickland

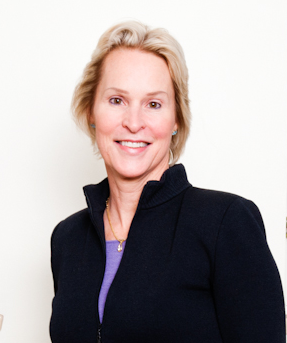
Engenheira química estadunidense Frances Arnold

### Década de 2000
- 2000: A astrofísica venezuelana Kathy Vivas apresentou sua descoberta de aproximadamente 100 estrelas "novas e muito distantes" do tipo RR Lyrae, fornecendo informações sobre a estrutura e a história da Via Láctea.[306]
- 2003: A geofísica estadunidense Claudia Alexander supervisionou os estágios finais do Projeto Galileo, uma missão de exploração espacial que terminou no planeta Júpiter.[307]
- 2004: A bióloga estadunidense Linda B. Buck recebeu o Prêmio Nobel de Fisiologia ou Medicina, juntamente com Richard Axel "por suas descobertas sobre receptores de odorantes e pela organização do sistema olfativo".[308]
- 2006: A bioquímica chilena Cecilia Hidalgo Tapia se tornou a primeira mulher a receber o Prêmio Nacional de Ciências Naturais do Chile.[309]
- 2006: A bioquímica chinesa-estadunidense Yizhi Jane Tao liderou uma equipe de pesquisadores que se tornou a primeira a mapear a estrutura atômica da Influenza A, contribuindo para a pesquisa antiviral .[310][311]
- 2006: A parasitologista Susan Lim se tornou a primeira cientista da Malásia eleita para a Comissão Internacional de Nomenclatura Zoológica .[312]
- 2006: Merieme Chadid se tornou a primeira pessoa marroquina e a primeira mulher astrônoma a viajar para a Antártida, liderando uma equipe internacional de cientistas na instalação de um grande observatório no Polo Sul.[313]
- 2006: A cientista estadunidense da computação Frances E. Allen ganhou o Prêmio Turing por "contribuições pioneiras à teoria e prática de otimizar técnicas de compiladores que lançaram as bases para os modernos compiladores otimizadores e a execução paralela automática". Ela foi a primeira mulher a ganhar o prêmio.[314]
- 2006: A cientista da computação canadense-estadunidense Maria Klawe se tornou a presidente do Harvey Mudd College.[315]
- 2007: Usando imagens de satélite, a geomorfóloga egípcia Eman Ghoneim descobriu vestígios de um mega lago de 11.000 anos no deserto do Saara. A descoberta lançou luz sobre as origens do maior reservatório de água subterrânea moderno do mundo.[316]
- 2007: A física Ibtesam Badhrees foi a primeira mulher da Arábia Saudita a se tornar membro da Organização Européia de Pesquisa Nuclear (CERN).[317]
- 2008: A virologista francesa Francoise Barre-Sinoussi recebeu o Prêmio Nobel de Fisiologia ou Medicina, compartilhado com Harald zur Hausen e Luc Montagnier, "pela descoberta do HIV, vírus da imunodeficiência humana".[318]
- 2008: A australiana Penny Sackett, nascida nos EUA, se torna a primeira mulher cientista chefe da Austrália.[319]
- 2008: A cientista estadunidense da computação Barbara Liskov ganhou o Prêmio Turing por "contribuições para fundamentos práticos e teóricos da linguagem de programação e design de sistemas, especialmente relacionados à abstração de dados, tolerância a falhas e computação distribuída".[320]
- 2009: A bióloga molecular americana Carol W. Greider recebeu o Prêmio Nobel de Fisiologia ou Medicina, juntamente com Elizabeth H. Blackburn e Jack W. Szostak "pela descoberta de como os cromossomos são protegidos pelos telômeros e pela enzima telomerase ".[321]
- 2009: A cristalógrafa israelense Ada E. Yonath, juntamente com Venkatraman Ramakrishnan e Thomas A. Steitz, receberam o Prêmio Nobel de Química "por estudos sobre a estrutura e função do ribossomo".[322]
- 2009: A geneticista chinesa Zeng Fanyi e sua equipe de pesquisa publicaram seus resultados de experimentos provando que células-tronco pluripotentes induzidas podem ser usadas para gerar corpos inteiros de mamíferos - neste caso, ratos vivos.[323]

### Década de 2010
- 2010: Marcia McNutt tornou-se a primeira mulher diretora do Serviço Geológico dos Estados Unidos.[324]
- 2011: A estudante de neurociência cazaque e hacker de computador Alexandra Elbakyan lançou o Sci-Hub, um site que fornece aos usuários cópias piratas de artigos científicos acadêmicos. Em cinco anos, o Sci-Hub cresceu até conter 60 milhões de artigos e registrou mais de 42 milhões de downloads anuais por usuários. Elbakyan foi finalmente processada pela grande editora acadêmica Elsevier, e o Sci-Hub foi retirado do ar posteriormente, mas reapareceu sob diferentes nomes de domínio.[325]
- 2011: A astrofísico taiwanesa-estadunidense Chung-Pei Ma liderou uma equipe de cientistas na descoberta de dois dos maiores buracos negros já observados.[326]
- 2012: Clara Lazen, então aluna da quinta série, descobriu a molécula tetranitratoxicarbonato.[327]
- 2013: A especialista em genética canadense Turi King identificou os restos esqueléticos de 500 anos do rei Ricardo III.[328]
- 2013: A ictióloga queniana Dorothy Wanja Nyingi publicou o primeiro guia de espécies de peixes de água doce do Quênia.[329]
- 2014: A psicóloga e neurocientista norueguesa May-Britt Moser recebeu o Prêmio Nobel de Fisiologia ou Medicina, compartilhado com Edvard Moser e John O'Keefe, "por suas descobertas de células que constituem um sistema de posicionamento no cérebro".[330]
- 2014: A paleoclimatologista e geóloga marinha estadunidense Maureen Raymo se tornou a primeira mulher a receber a Medalha Wollaston, o maior prêmio da Sociedade Geológica de Londres.[331][332]
- 2014: A física teórica norte-americana Shirley Ann Jackson foi premiada com a Medalha Nacional da Ciência. Jackson foi a primeira mulher afro-americana a receber um PhD do Instituto de Tecnologia de Massachusetts (MIT) no início dos anos 1970, e a primeira mulher a presidir a Comissão Reguladora Nuclear dos EUA.[333][334]
- 2014: A matemática iraniana Maryam Mirzakhani recebeu a Medalha Fields por seu trabalho na "dinâmica e geometria das superfícies de Riemann e seus espaços de módulos".[335]
- 2015: A cientista médica chinesa Tu Youyou recebeu o Prêmio Nobel de Fisiologia ou Medicina, compartilhado com William C. Campbell e Satoshi Ômura; ela recebeu "por suas descobertas sobre uma nova terapia contra a malária".[336]
- 2015: Asha de Vos se tornou a primeira pessoa do Sri Lanka a receber um PhD em pesquisa de mamíferos marinhos, completando sua tese sobre "Fatores que influenciam a agregação de baleias azuis no sul do Sri Lanka" na Universidade da Austrália Ocidental.[337][338]
- 2016: Marcia McNutt tornou-se a primeira mulher presidente da Academia Nacional Americana de Ciências.[339]
- 2018: As astrofísicas britânicas Hiranya Peiris e Joanna Dunkley e a cosmóloga italiana Licia Verde estavam entre os 27 cientistas que receberam o Prêmio Breakthrough em Física Fundamental por suas contribuições em "mapas detalhados do universo primitivo que melhoraram muito nosso conhecimento sobre a evolução do cosmos e as flutuações que semearam a formação de galáxias".[340]
- 2018: A astrofísica britânica Jocelyn Bell Burnell recebeu o especial Breakthrough Prize in Fundamental Physics por suas realizações científicas e "liderança inspiradora", no valor de US$ 3 milhões. Ela doou a totalidade do prêmio em dinheiro para a criação de bolsas de estudo para ajudar mulheres, minorias sub-representadas e refugiadas que estão estudando física.[341]
- 2018: A física canadense Donna Strickland recebeu o Prêmio Nobel de Física "por invenções inovadoras no campo da física do laser"; ela compartilhou o prêmio com Arthur Ashkin e Gérard Mourou.[342][343]
- 2018: Frances Arnold recebeu o Prêmio Nobel de Química "pela evolução direcionada de enzimas"; ela compartilhou o prêmio com George Smith e Gregory Winter, que o receberam "pela exibição em fagos de peptídeos e anticorpos".[344] Isso fez de Frances a primeira mulher estadunidense a receber o Prêmio Nobel de Química.[345]
- 2018: Pela primeira vez na história, as mulheres receberam o Prêmio Nobel de Química e o Prêmio Nobel de Física no mesmo ano.[346]
- 2019: a matemática Karen Uhlenbeck tornou-se a primeira mulher a ganhar o Prêmio Abel por "suas conquistas pioneiras em equações diferenciais parciais geométricas, teoria dos medidores e sistemas integráveis e pelo impacto fundamental de seu trabalho em análise, geometria e física matemática".[347]
- 2019: A cientista de imagens Katie Bouman desenvolveu um algoritmo que possibilitou a primeira visualização de um buraco negro usando o Event Horizon Telescope. Ela fez parte da equipe de mais de 200 pessoas que implementaram o projeto.[348][349][350][351]